# Caduta dell'Impero romano d'Occidente

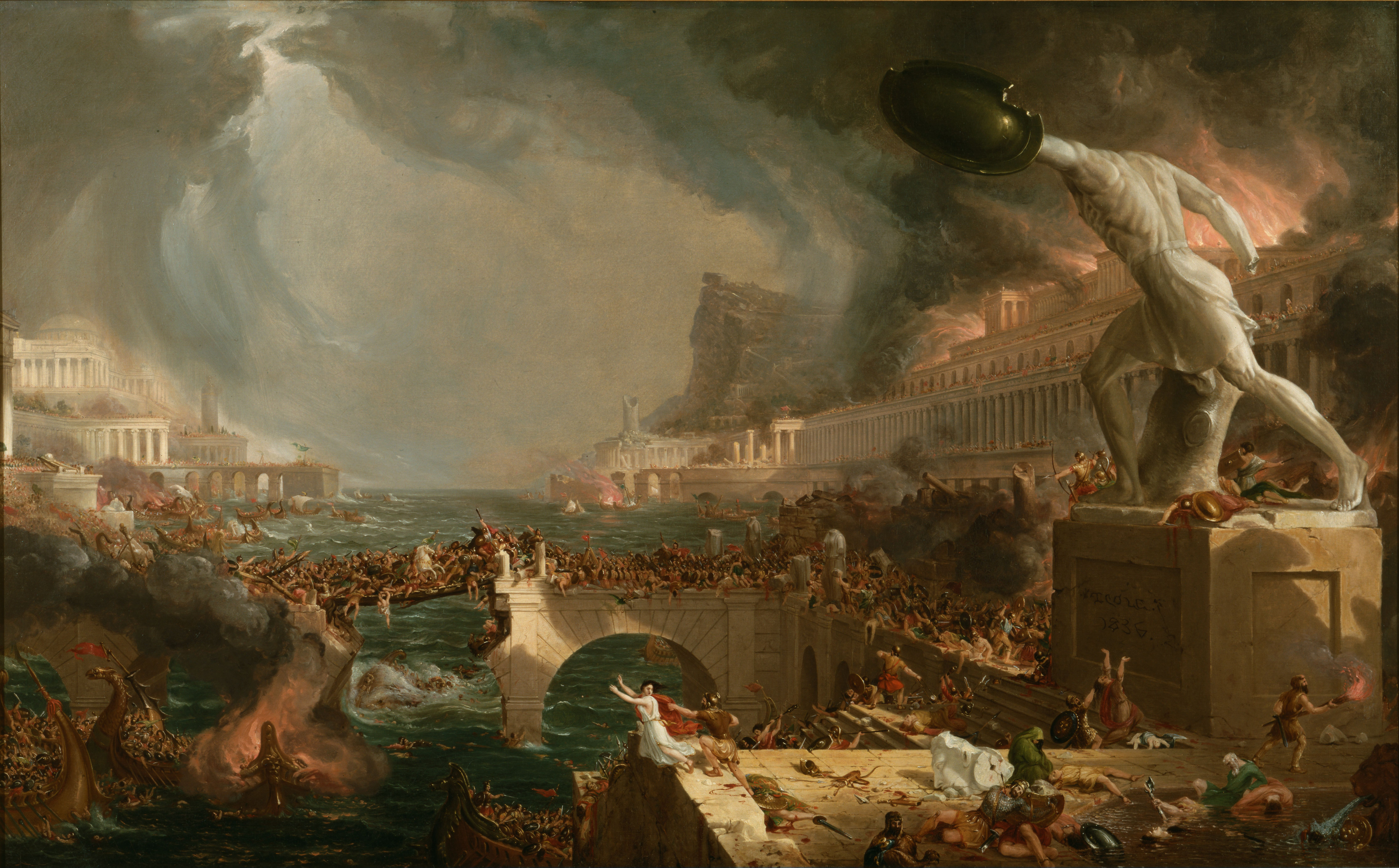
La distruzione dell'Impero romano, di Thomas Cole. Dipinto allegorico (ispirato molto probabilmente al sacco di Roma dei Vandali del 455), quarto della serie "Il corso dell'Impero" del 1836, oggi a New York, presso la New-York Historical Society.

La caduta dell'Impero romano d'Occidente viene fissata formalmente dagli storici nel 476 d.C., anno in cui Odoacre depose l'ultimo imperatore romano d'Occidente, Romolo Augusto. Ciò fu il risultato di un lungo processo di declino dell'Impero romano d'Occidente in cui quest'ultimo non riuscì a far rispettare il suo dominio sulle sue province e il suo vasto territorio fu diviso in diverse entità.
Gli storici moderni hanno ipotizzato diversi fattori causali, tra cui il declino dell'efficienza del suo esercito, la salute e il numero della popolazione, la crisi dell'economia, l'incompetenza degli imperatori, le lotte interne per il potere, i mutamenti religiosi e l'inefficienza dell'amministrazione civile. Anche la crescente pressione da parte delle invasioni barbariche, ovvero di popoli estranei alla cultura latina, contribuì notevolmente alla caduta.
Sebbene la sua legittimità sia durata per secoli e la sua influenza culturale permanga ancora oggi, l'Impero d'Occidente non ha mai avuto la forza di risorgere, non riuscendo più a dominare alcuna parte dell'Europa occidentale a nord delle Alpi. L'Impero romano d'Oriente, o bizantino, sopravvisse e, sebbene diminuito in forza, rimase per secoli una potenza effettiva del Mediterraneo orientale fino alla sua definitiva caduta nel 1453 da parte dei Turchi ottomani.

## Sinossi storica

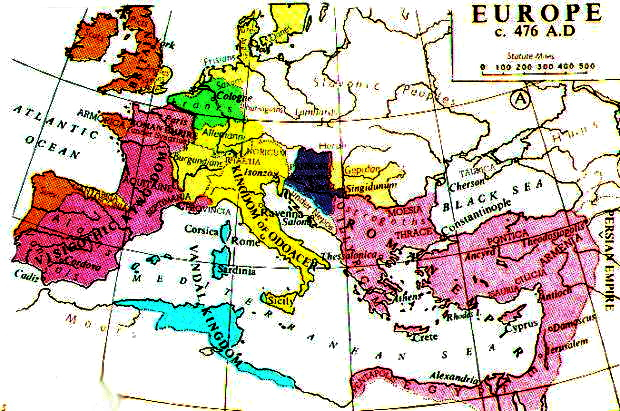
L'Europa nel 476, dal Muir's Historical Atlas (1911)

Sono state avanzate molte ipotesi per spiegare la decadenza dell'Impero e la sua fine, dall'inizio del suo declino nel terzo secolo alla caduta di Costantinopoli nel 1453.
Da un punto di vista strettamente politico-militare, l'Impero romano d'Occidente cadde definitivamente dopo che nel V secolo fu invaso da vari popoli non romani e quindi privato del suo nucleo peninsulare per mano delle truppe germaniche di Odoacre, in rivolta nel 476. Sia la storicità sia le esatte date di questo avvenimento rimangono ancora incerte e alcuni storici negano che possa parlarsi di caduta dell'Impero. Rimangono divergenti perfino le opinioni sul fatto che tale caduta sia frutto di un singolo evento oppure di un lungo e graduale processo.
Quel che è certo è che l'Impero già prima del 476 si presentava rispetto ai secoli precedenti molto meno romanizzato e sempre più caratterizzato da un'impronta germanica, soprattutto nell'esercito, che costituiva l'asse portante del potere imperiale. Anche se l'Occidente romano crollò sotto l'invasione dei Visigoti all'inizio del V secolo, il rovesciamento dell'ultimo imperatore, Romolo Augusto, non fu compiuto da truppe straniere, ma piuttosto da foederati germanici organici all'esercito romano. In questo senso, se non avesse rinunciato Odoacre al titolo di imperatore per dichiararsi invece Rex Italiae e "patrizio" dell'imperatore d'Oriente, l'impero avrebbe potuto perfino dirsi conservato, almeno nel nome, se non nella sua identità, da tempo profondamente mutata: non più esclusivamente romana e sempre più condizionata dalle popolazioni germaniche, che già prima del 476 si erano ritagliate ampi spazi di potere nell'esercito imperiale e di dominio in territori ormai solo formalmente soggetti all'imperatore. Nel V secolo, infatti, i popoli di ascendenza romana erano ormai stati "privati del loro ethos militare", in quanto lo stesso esercito romano non era altro che un coacervo di truppe federate di Goti, Unni, Franchi e altri popoli barbarici che combattevano nel nome della gloria di Roma.
Oltre alle invasioni germaniche del V secolo e all'importanza sempre più incisiva dell'elemento barbarico nell'esercito romano, sono stati individuati anche altri aspetti per spiegare la lunga crisi e la caduta finale dell'Impero romano d'Occidente:
- il calo demografico dovuto non solo alle guerre e alle carestie, ma anche alle epidemie che si diffondevano molto velocemente e causavano numerose vittime;
- la crisi economico-produttiva delle campagne unita al crollo dei traffici commerciali, all'inflazione galoppante e, quindi, al ritorno ai pagamenti in natura;
- la crisi e la fuga dalle città, a rischio non solo di saccheggio da parte degli eserciti barbarici, ma anche di malattie infettive per le disastrose condizioni igieniche;
- la perdita di coesione sociale, dovuta all'enorme squilibrio nella distribuzione della ricchezza: lusso eccessivo per pochissimi privilegiati e povertà estrema per la grande massa dei contadini e del proletariato urbano;
- la mancanza di consenso nei confronti del governo centrale, causata anche dalla degenerazione burocratica: da una parte corruzione sistematica, dall'altra eccessivo peso fiscale che finiva per gravare sui ceti meno abbienti;
- i difetti del sistema costituzionale, con il governo centrale condizionato dalla forte influenza dell'esercito su esso e l'alto rischio di usurpazione.

Il 476, anno dell'acclamazione di Odoacre re, fu quindi preso come simbolo della caduta dell'Impero romano d'Occidente semplicemente perché da quel momento in poi, per oltre tre secoli fino a Carlo Magno, non vi furono più imperatori d'Occidente, mentre l'Impero romano d'Oriente, dopo la caduta dell'Occidente, si trasformò profondamente, divenendo sempre più greco-orientale e sempre meno romano.

### Invasioni barbariche del V secolo

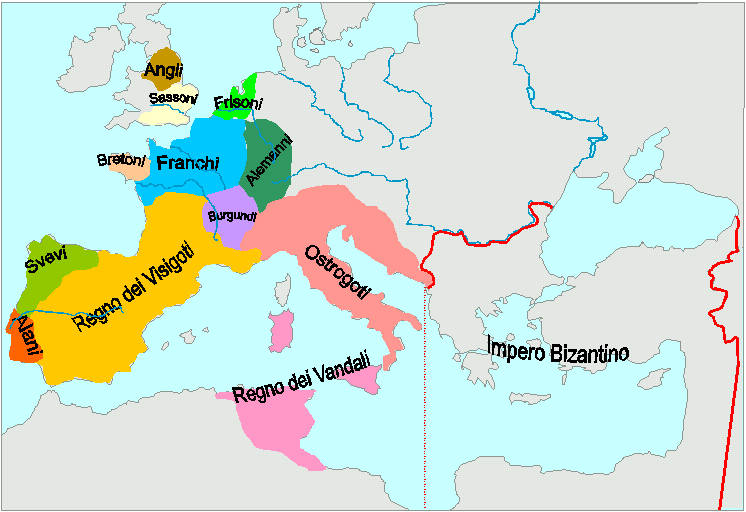
I regni romano-barbarici dopo il 476

Se la struttura politica, economica e sociale dell'Impero romano d'Occidente era già sgretolata e pericolante da secoli (almeno a partire dalla crisi del III secolo), a mandarla in frantumi del tutto con la spallata decisiva furono comunque le invasioni barbariche che imperversarono dalla fine del IV secolo.
Tali nuove e fatali invasioni furono la conseguenza della migrazione degli Unni nella grande pianura ungherese. Il contributo degli Unni nelle invasioni barbariche si può dividere in tre fasi:
1. gli Unni, migrando verso la pianura ungherese, spingono numerose popolazioni barbariche a invadere l'Impero (376-408).
2. gli Unni, una volta terminata la migrazione, aiutano l'Impero a combattere i gruppi barbari entrati all'interno dell'Impero (410-439).
3. gli Unni, sotto Attila, diventano nemici dell'Impero, e invadono dapprima l'Impero d'Oriente e poi quello d'Occidente (440-452).

#### Migrazione degli Unni e conseguenze: le crisi del 376-382 e 405-408
Inizialmente negli anni 370, mentre la maggior parte degli Unni era ancora concentrata a nord del Mar Nero, alcune bande isolate saccheggiatrici di Unni attaccarono i Visigoti a nord del Danubio, spingendoli a chiedere ospitalità all'imperatore Valente. I Visigoti, suddivisi in due gruppi (Tervingi e Grutungi), furono ammessi in territorio romano-orientale, ma in seguito a maltrattamenti, si rivoltarono e inflissero una grave sconfitta all'Impero d'Oriente nella battaglia di Adrianopoli. Con il foedus del 382, ottennero di stanziarsi nell'Illirico orientale come foederati dell'Impero, con l'obbligo di fornire truppe mercenarie all'imperatore Teodosio I.
Intorno al 395 i Visigoti, che si erano insediati come foederati in Mesia, si ribellarono. Guidati da Alarico, tentarono di prendere Costantinopoli, ma furono respinti e si diedero quindi a saccheggiare buona parte della Tracia e della Grecia settentrionale. Nell'inverno del 401-402 Alarico, entrato in Italia, forse su istigazione dell'imperatore d'Oriente Arcadio, occupò parte della Regio X Venetia et Histria e, successivamente, assediò Mediolanum (402), sede dell'imperatore romano Onorio, difesa da truppe gotiche. L'arrivo di Stilicone con il suo esercito costrinse Alarico a togliere l'assedio e a dirigersi verso Hasta (Asti), dove Stilicone lo attaccò nella battaglia di Pollenzo, conquistando l'accampamento di Alarico. Stilicone si offrì di restituire i prigionieri in cambio del ritorno dei Visigoti in Illyricum. Ma Alarico, giunto a Verona, arrestò la sua ritirata. Stilicone allora lo attaccò nuovamente nella battaglia di Verona (nel 403) e sconfisse di nuovo Alarico, costringendolo a ritirarsi dall'Italia. Dopo l'assassinio di Stilicone nel 408, i Visigoti invasero di nuovo l'Italia, saccheggiando Roma nel 410 e spostandosi poi, sotto re Ataulfo, in Gallia. Sconfitti dal generale romano Flavio Costanzo nel 415, i Visigoti accettarono di combattere per l'Impero in Spagna contro gli invasori del Reno, ottenendo in cambio il possesso della Gallia Aquitania come foederati dell'Impero (418).
     Impero d'Occidente (Onorio).
     Area controllata da Costantino III (usurpatore).
     Aree in rivolta.
     Franchi, Alemanni, Burgundi.
     Area controllata da Massimo (usurpatore).
     Vandali Silingi (nel 421 Vandali e Alani).
     Vandali Asdingi e Suebi (nel 421 solo Suebi).
     Alani.
     Visigoti.
Se la prima "crisi" provocata dagli Unni portò solo i Visigoti a penetrare e a ottenere uno stanziamento permanente nell'Impero, lo spostamento degli Unni dal nord del Mar Nero alla grande pianura ungherese, avvenuta agli inizi del V secolo, portò a una "crisi" ben più grave: tra il 405 e il 408 l'Impero fu invaso dagli Unni di Uldino, dai Goti di Radagaiso (405) e da Vandali, Alani, Svevi (406) e Burgundi (409), spinti all'interno dell'Impero dalla migrazione unna. Se i Goti di Radagaiso (che invasero l'Italia) e gli Unni di Uldino (che colpirono l'Impero d'Oriente) furono respinti, non fu lo stesso per gli invasori del fiume Reno del 406.
In quell'anno, un numero mai visto prima di tribù barbariche approfittò del gelo per attraversare in massa la superficie ghiacciata del Reno: Franchi, Alemanni, Vandali, Svevi, Alani e Burgundi sciamarono attraverso il fiume, incontrando una debole resistenza a Moguntiacum (Magonza) e a Treviri, che furono messe a sacco. Le porte per la completa invasione della Gallia erano aperte. Nonostante questo grave pericolo, o forse proprio a causa di esso, l'Impero romano continuò a essere dilaniato da lotte intestine, in una delle quali Stilicone, principale difensore di Roma in quel periodo, fu messo a morte. Fu in questo clima tormentato che, nonostante i rovesci subiti, Alarico tornò in Italia nel 408, riuscendo a mettere a segno il sacco di Roma due anni più tardi. A quella data già da alcuni anni la capitale imperiale si era trasferita da Milano a Ravenna, ma qualche storico candida il 410 quale possibile data per la caduta dell'impero romano..
Privato di molte delle sue precedenti province, con un'impronta germanica sempre più spiccata, l'Impero romano degli anni successivi al 410 aveva davvero poco in comune con quello dei secoli precedenti. Nel 410 la Britannia era ormai quasi del tutto sguarnita di truppe romane e già nel 425 non faceva ormai più parte dell'Impero, invasa com'era da Angli, Sassoni, Pitti e Scoti. Gran parte dell'Europa occidentale era ormai messa alle strette "da ogni genere di calamità e disastri", e alla fine venne divisa fra i Regni romano-barbarici dei Vandali in Africa, degli Svevi nella Spagna nord occidentale, dei Visigoti in Spagna e nella Gallia meridionale, dei Burgundi tra la Svizzera e la Francia e dei Franchi nella Gallia settentrionale. Non si trattò, comunque, di una catastrofe subitanea, ma piuttosto di un lungo trapasso: infatti gli eserciti-popoli barbarici si insediarono nelle loro terre chiedendo però l'approvazione formale dell'imperatore d'Oriente, se non di quello d'Occidente.

#### Rapporti tra Unni e Impero
Dopo il 410 la difesa di quel che restava del territorio imperiale, se non dell'impronta romana, fu portata avanti dai magistri militum Flavio Costanzo (410-421) ed Ezio (425-454), che riuscirono a fronteggiare efficacemente gli invasori barbarici facendoli combattere l'uno con l'altro. Costanzo riuscì a sconfiggere i vari usurpatori che si erano rivoltati contro l'imbelle Onorio e a rioccupare temporaneamente parte della Spagna spingendo i Visigoti di re Vallia a combattere per l'Impero contro Vandali, Alani e Svevi. Ezio, suo successore, dopo una lunga lotta per il potere, ottenne vari successi contro gli invasori barbari. Ai limitati successi di Costanzo ed Ezio contribuirono certamente gli Unni, lo stesso popolo che aveva provocato indirettamente le crisi del 376-382 e del 405-408. Infatti, gli Unni, ormai stanziati stabilmente in Ungheria, arrestarono il flusso migratorio ai danni dell'Impero, in quanto, volendo dei sudditi da sfruttare, impedirono ogni migrazione da parte delle popolazioni sottomesse. Inoltre aiutarono l'Impero d'Occidente a combattere i gruppi invasori: nel 410 alcuni mercenari unni furono inviati a Onorio per sostenerlo contro Alarico, mentre Ezio dal 436 al 439 impiegò mercenari unni per sconfiggere in Gallia Burgundi, Bagaudi e Visigoti, ottenendo delle vittorie contro questi ultimi nella battaglia di Arles e nella battaglia di Narbona; poiché però nessuna delle minacce esterne fu annientata definitivamente nemmeno con il sostegno degli Unni, questo aiuto compensò solo minimamente gli effetti nefasti provocati dalle invasioni del 376-382 e del 405-408. Nel 439, anzi, fu perduta Cartagine, seconda città dell'impero d'Occidente per grandezza, in favore dei Vandali, insieme a buona parte del Nordafrica.
Sotto Attila, poi, gli Unni divennero una grande minaccia per l'Impero. Nel 451 Attila invase la Gallia: Ezio guidò contro gli Unni di Attila un esercito composito, che includeva anche i precedenti nemici visigoti: grazie a esso nella battaglia dei Campi Catalaunici, inflisse agli Unni una sconfitta così sonora che essi in seguito, pur razziando ancora importanti città dell'Italia settentrionale come Aquileia, Concordia, Altinum, Patavium (Padova), Mediolanum e Ticinum, non minacciarono mai più direttamente Roma. Pur essendo l'unico vero baluardo dell'impero, Ezio venne però assassinato dalla stessa mano dell'imperatore Valentiniano III, in un gesto che indusse Sidonio Apollinare a osservare: "Ignoro, o signore, le ragioni della vostra provocazione; so solo che avete agito come quell'uomo che mozzi la mano destra con la propria sinistra".
     Impero d'Occidente (Valentiniano III).
     Aree minacciate da rivolte interne (Bagaudi).
     Aree perse per rivolte interne.
     Aree minacciate da Franchi, Alemanni, Burgundi.
     Aree minacciate da Mauri.
     Aree perse perché occupate da Vandali e Alani.
     Aree perse perché occupate da Suebi.
     Aree minacciate da Visigoti.
     Aree perse perché occupate da Unni.

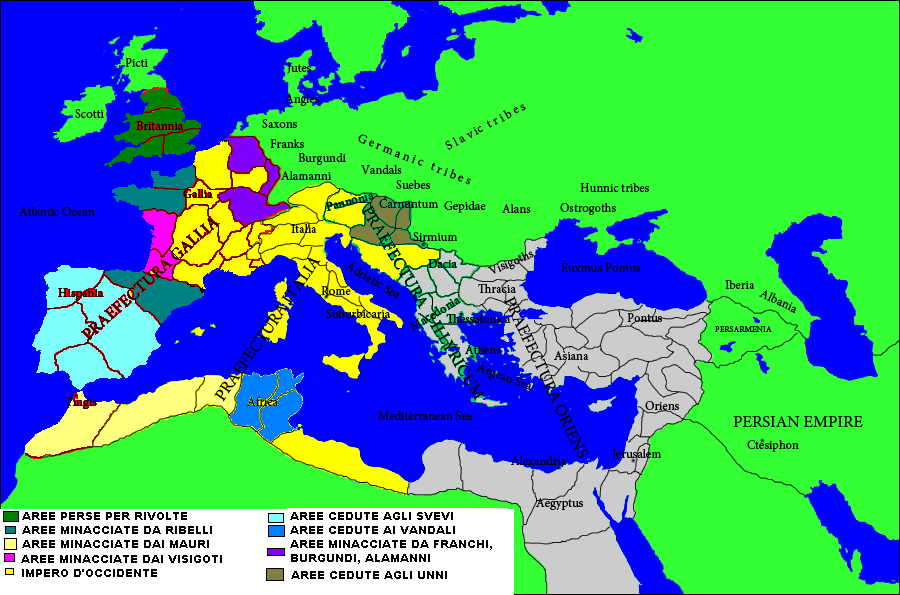
L'Impero romano d'Occidente intorno al 452.
Impero d'Occidente (Valentiniano III).
Aree minacciate da rivolte interne (Bagaudi).
Aree perse per rivolte interne.
Aree minacciate da Franchi, Alemanni, Burgundi.
Aree minacciate da Mauri.
Aree perse perché occupate da Vandali e Alani.
Aree perse perché occupate da Suebi.
Aree minacciate da Visigoti.
Aree perse perché occupate da Unni.
Considerando che le parti ancora controllate da Ravenna in Gallia e in Italia erano state devastate dagli Unni di Attila e non erano dunque più in grado di versare le tasse ai livelli di prima, il gettito fiscale dell'Impero d'Occidente si era davvero ridotto ai minimi termini.

Le incursioni unne, però, danneggiarono soprattutto indirettamente l'Impero, distogliendolo dalle lotte contro gli altri barbari penetrati all'interno dell'Impero nel 376-382 e nel 405-408, che in questo modo ne approfittarono per espandere ulteriormente la propria influenza. Per esempio, le campagne balcaniche di Attila impedirono all'Impero d'Oriente di aiutare l'Impero d'Occidente in Africa contro i Vandali: una poderosa flotta romano-orientale di 1100 navi che era stata inviata in Sicilia per riconquistare Cartagine fu richiamata precipitosamente perché Attila minacciava di conquistare persino Costantinopoli (442). Anche la Britannia, abbandonata definitivamente dai Romani attorno al 407-409, fu invasa, attorno alla metà del secolo da genti germaniche (Sassoni, Angli e Juti) che dettero vita a molte piccole entità territoriali autonome (Sussex, Anglia orientale, Kent, ecc.), spesso in lotta fra di loro; il generale Ezio nel 446 ricevette un disperato appello dai romano-britanni contro i nuovi invasori, ma, non potendo distogliere forze dalla frontiera confinante con l'Impero unno, il generale declinò la richiesta. Ezio dovette rinunciare anche a inviare forze consistenti in Spagna contro gli Svevi, che, sotto re Rechila, avevano sottomesso quasi interamente la Spagna romana, con l'eccezione della Tarraconense.
L'Impero romano d'Occidente fu dunque costretto a rinunciare al gettito fiscale della Spagna e soprattutto dell'Africa, con conseguenti minori risorse a disposizione per mantenere un esercito efficiente da utilizzare contro i Barbari. Man mano che le entrate fiscali diminuivano a causa delle invasioni, l'esercito romano si indeboliva sempre di più, agevolando un'ulteriore espansione a scapito dei Romani da parte degli invasori. Nel 452 l'Impero d'Occidente aveva perso la Britannia, una parte della Gallia sud-occidentale ceduta ai Visigoti e una parte della Gallia sud-orientale ceduta ai Burgundi, quasi tutta la Spagna passata agli Svevi e le più prospere province dell'Africa, occupate dai Vandali; le province residue erano o infestate dai ribelli separatisti bagaudi o devastate dalle guerre del decennio precedente (ad esempio le campagne di Attila in Gallia e in Italia) e dunque non potevano più fornire un gettito fiscale paragonabile a quello precedente alle invasioni. Si può concludere che gli Unni contribuirono alla caduta dell'Impero romano d'Occidente, non tanto direttamente (con le campagne di Attila), quanto indirettamente, giacché, causando la migrazione di Vandali, Visigoti, Burgundi e altre popolazioni all'interno dell'Impero, avevano danneggiato l'Impero romano d'Occidente molto più delle stesse campagne militari di Attila.

#### L'ultimo ventennio dell'Impero (455-476)

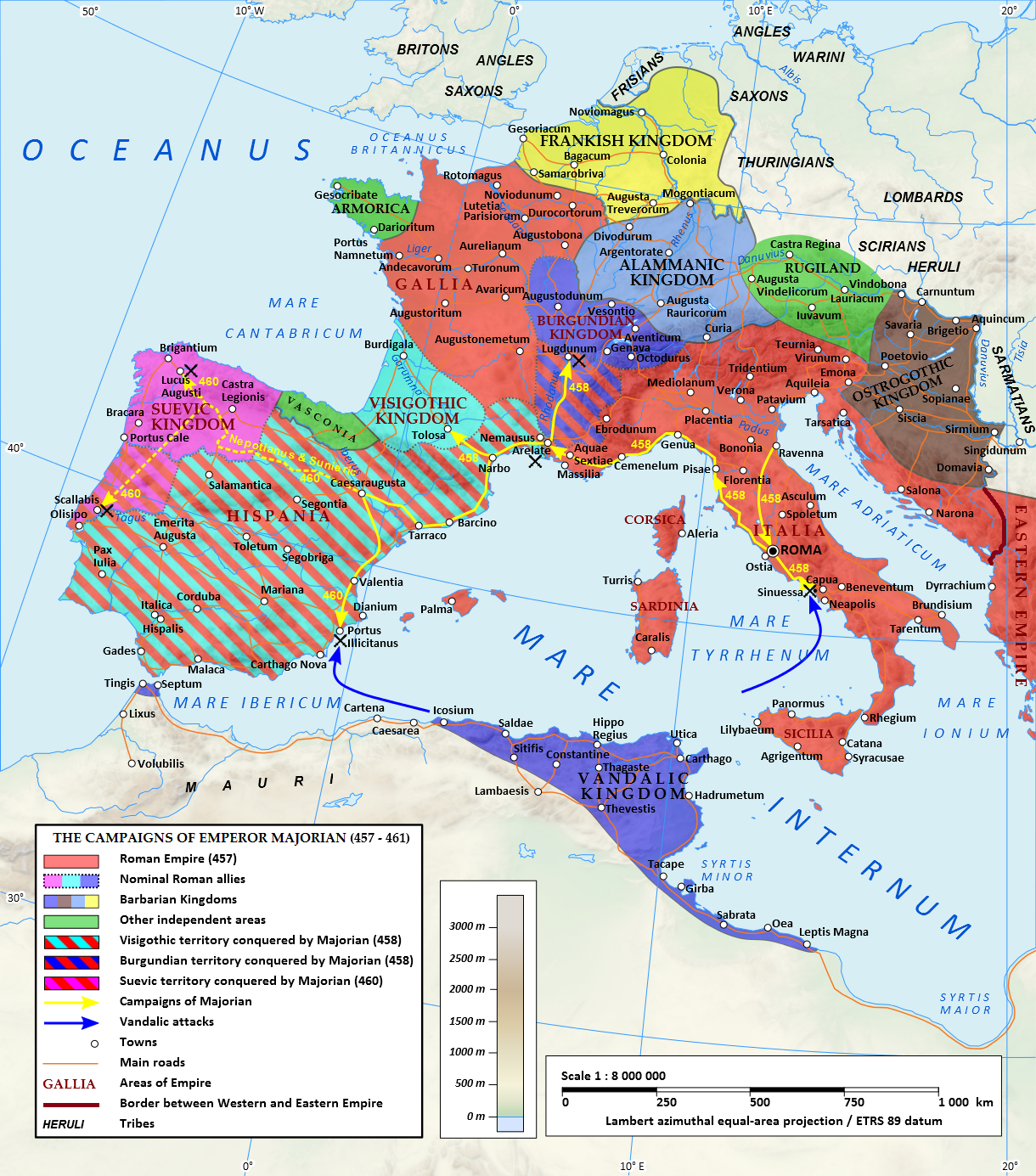
Le campagne dell'Imperatore d'Occidente Maggioriano. Durante un regno di quattro anni, Maggioriano riconquistò la maggior parte della Hispania e la Gallia meridionale.

Il rapido collasso dell'Impero unno dopo il decesso di Attila nel 453 privò l'Impero di un possibile valido alleato (gli Unni), che tuttavia si poteva anche trasformare in una temibile minaccia, da contrapporre ai Barbari stanziati all'interno dell'Impero. Ezio aveva ottenuto le sue vittorie militari soprattutto grazie all'utilizzo degli Unni: senza il sostegno degli Unni, ora l'Impero era impossibilitato a combattere con efficacia i gruppi immigrati ed era dunque costretto a incorporarli nel governo romano. Il primo ad attuare questa politica fu l'Imperatore Avito (succeduto a Petronio Massimo dopo il sacco di Roma del 455), che riuscì a essere incoronato a imperatore proprio grazie al sostegno militare dei Visigoti; il re visigoto Teodorico II, però, pur essendo filo-romano, si attendeva qualcosa in cambio dell'appoggio ad Avito e ottenne quindi dal nuovo imperatore l'autorizzazione di condurre campagne in Spagna a danni degli Svevi; gli Svevi alla fine furono annientati ma la Spagna venne devastata dalle truppe visigote che ottennero quindi un ricco bottino.
Un secondo problema conseguente a questa politica di accomodamento con i Barbari era che l'inclusione delle potenze barbare nella vita politica dell'Impero aumentava il numero di forze che dovevano riconoscere l'Imperatore, rendendo maggiore il rischio di instabilità interna: infatti, se prima di allora, le forze da cui l'Imperatore doveva ottenere il riconoscimento, erano le aristocrazie terriere di Italia e Gallia e gli eserciti campali di Italia, Gallia e Illirico, oltre all'Impero d'Oriente, ora l'Imperatore doveva ottenere il riconoscimento anche dei gruppi barbari incorporati nell'Impero (Visigoti, Burgundi, ecc.), aumentando il rischio di instabilità politica.
Il governo di Avito durò poco: approfittando dell'assenza dei Visigoti partiti per la Spagna, nel 457 i generali dell'esercito italico Maggioriano e Ricimero deposero Avito. Il nuovo imperatore Maggioriano non ottenne però il riconoscimento in Gallia e in Ispania: Visigoti, Burgundi e proprietari terrieri, essendo seguaci di Avito, si rivoltarono infatti a Maggioriano. Il nuovo imperatore, reclutati forti contingenti di mercenari barbari, riuscì, con la forza del suo esercito, a ottenere il riconoscimento di Visigoti, Burgundi e proprietari terrieri gallici, recuperando per l'Impero la Gallia e la Hispania. Il piano di Maggioriano era però recuperare l'Africa ai Vandali, che nel 455 si erano impadroniti degli ultimi territori ivi controllati dall'Impero; Maggioriano era infatti conscio che senza il gettito fiscale dell'Africa, l'Impero non avrebbe potuto riprendersi. A tal fine, allestì una potente flotta per invadere l'Africa, ma questa, ancorata nei porti della Spagna, fu distrutta dai Vandali con l'aiuto di traditori. Maggioriano dovette dunque rinunciare alla spedizione e, tornato in Italia, fu detronizzato per volere di Ricimero (461).
Ricimero impose come imperatore fantoccio Libio Severo, ma questi non fu riconosciuto né da Costantinopoli, né dai comandanti di Gallia e Illirico (rispettivamente Egidio e Marcellino). Per ottenere l'appoggio dei Visigoti e Burgundi contro Egidio, Ricimero dovette cedere ai Visigoti Narbona (462) e permettere ai Burgundi di occupare la valle del Rodano. Ben presto si rese conto dell'errore commesso eleggendo imperatore Severo e lo fece uccidere (465). La mancanza di stabilità politica a causa delle troppe forze in gioco stava portando a un deterioramento della situazione e a un rapido susseguirsi di imperatori; sarebbero dovute accadere tre cose per evitare la caduta finale dell'Impero:
1. la restaurazione del potere legittimo
2. la riduzione delle forze in gioco che qualsiasi nuovo regime avrebbe dovuto tenere in equilibrio
3. la crescita del gettito fiscale

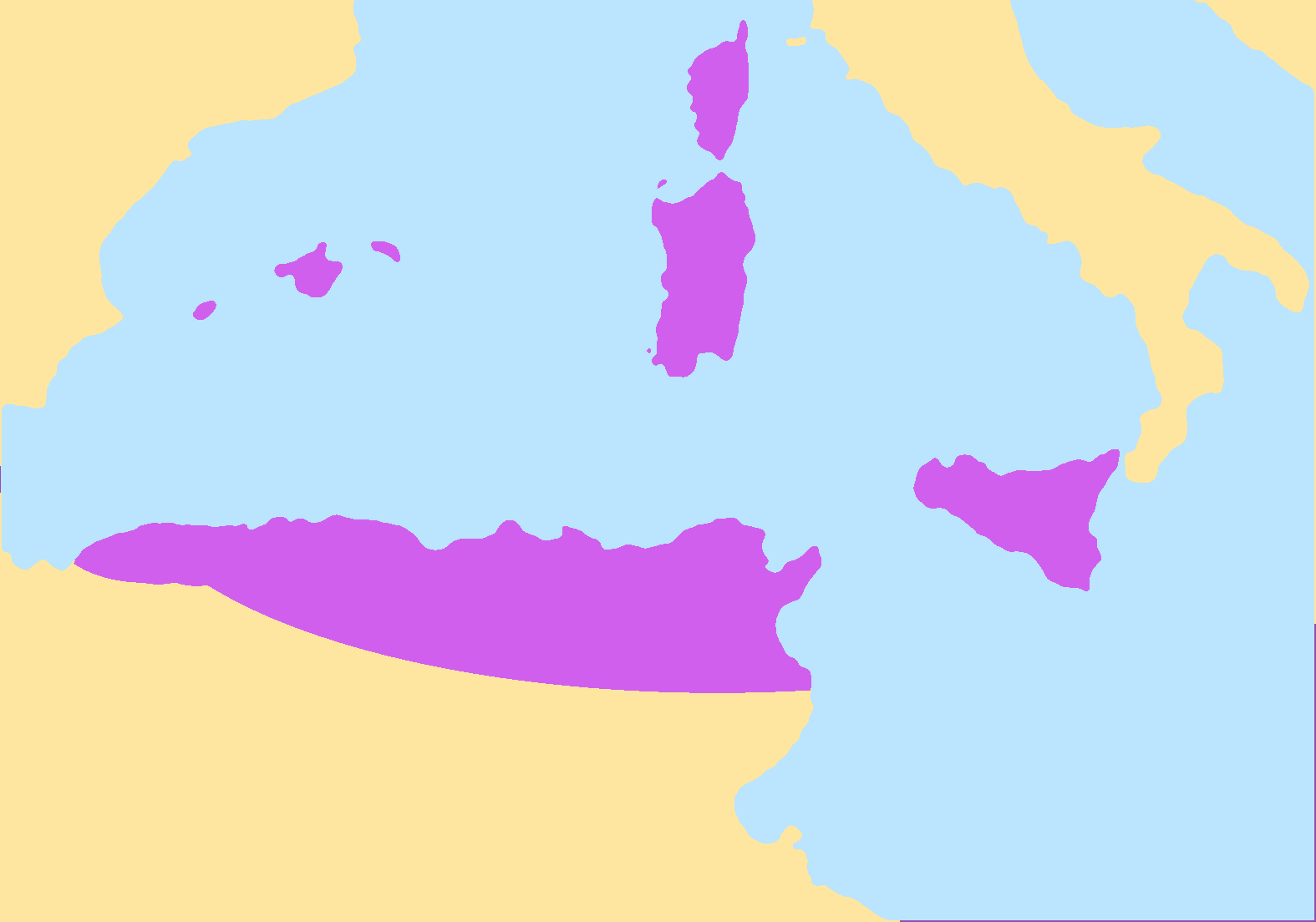
Regno dei Vandali alla sua massima estensione nel 470

Ricimero e l'Impero romano d'Oriente si misero dunque d'accordo per un piano che avrebbe dovuto salvare l'Occidente romano dalla rovina. Nel 467 venne nominato un nuovo imperatore d'Occidente, Antemio, imposto dall'Oriente; in cambio, l'Impero d'Occidente avrebbe avuto dall'Impero d'Oriente il sostegno militare per una spedizione contro i Vandali. Secondo Heather una spedizione vittoriosa contro i Vandali avrebbe impedito la caduta dell'Impero d'Occidente:
(Heather, op. cit., p. 477.)
Antemio arrivò a Ravenna nel 467, e fu riconosciuto imperatore sia in Gallia sia in Dalmazia. Il poeta romano-gallico Gaio Sollio Sidonio Apollinare gli dedicò un panegirico, in cui gli augurava il successo nella spedizione contro i Vandali. Nel 468, Leone scelse Basilisco come comandante in capo della spedizione militare contro Cartagine. Il piano fu elaborato in accordo tra l'imperatore d'Oriente Leone, l'imperatore d'Occidente Antemio e il generale Marcellino che godeva di una certa indipendenza nell'Illirico. Basilisco salpò direttamente per Cartagine, mentre Marcellino attaccò e conquistò la Sardegna e un terzo contingente, comandato da Eraclio di Edessa, sbarcò sulle coste libiche a est di Cartagine, avanzando rapidamente. La Sardegna e la Libia erano già state conquistate da Marcellino ed Eraclio, quando Basilisco gettò l'ancora al largo del promontorium Mercurii, oggi Capo Bon, a circa sessanta chilometri da Cartagine. Genserico chiese a Basilisco di concedergli cinque giorni per elaborare le condizioni per la pace. Durante i negoziati, tuttavia, Genserico raccolse le proprie navi, ne riempì alcune di materiale combustibile e, durante la notte, attaccò all'improvviso la flotta imperiale, lanciando i brulotti contro le navi nemiche, non sorvegliate, che vennero distrutte. A seguito della perdita di gran parte della flotta, la spedizione fallì: Eraclio si ritirò attraverso il deserto nella Tripolitania, tenendo la posizione per due anni finché non venne richiamato; Marcellino si ritirò in Sicilia.

Il Regno visigoto in seguito alle conquiste di Eurico

Il fallimento della spedizione determinò la rapida caduta dell'Impero romano d'Occidente nel giro di otto anni, giacché non solo il gettito fiscale dell'Impero non era più sufficiente per difenderlo dagli invasori, ma le grandi cifre spese mandarono in rosso il bilancio dell'Impero d'Oriente, impedendogli di aiutare ulteriormente quello d'Occidente. A causa della carenza di denaro, lo Stato, ad esempio, non poté più garantire alle guarnigioni che difendevano il Norico una paga regolare né equipaggiamenti sufficienti a respingere con efficacia i predoni barbari, come narrato dalla Vita di San Severino; a un certo punto, con l'interruzione della paga, le guarnigioni del Norico sbandarono, anche se continuarono per qualche tempo a difendere la regione dai predoni come milizie cittadine.
In Gallia, invece, il re visigoto Eurico, resosi conto dell'estrema debolezza dell'Impero e constatando che la spedizione contro i Vandali era fallita, tra il 469 e il 476 conquistò tutta la Gallia che ancora rimaneva ai Romani a Sud della Loira, sconfiggendo sia gli eserciti inviati dall'Italia da Antemio sia le guarnigioni locali. Nel 475 l'Imperatore Giulio Nepote riconobbe i Visigoti come stato indipendente dall'Impero e tutte le conquiste di Eurico. Con l'Impero praticamente ridottosi alla sola Italia (con Dalmazia e Gallia settentrionale ancora romane ma secessioniste), il gettito fiscale si era ridotto a tal punto da non essere nemmeno sufficiente a pagare l'esercito romano d'Italia stesso, costituito ormai quasi totalmente da barbari provenienti da oltre Danubio e un tempo sudditi dell'Impero unno. Queste truppe di foederati germanici, guidati da Odoacre, erano state reclutate da Ricimero intorno al 465 e avevano partecipato alla guerra civile tra Ricimero e Antemio, che si era conclusa con l'uccisione di Antemio e il sacco di Roma del 472. Queste truppe di foederati, avendo l'Impero ormai difficoltà a pagarle, si rivoltarono nel 476, determinando alla fine la caduta dell'Impero in Italia.

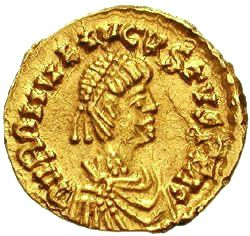
Moneta con l'effigie di Romolo Augusto

In ogni modo, se è vero che le invasioni provocarono un crollo del gettito fiscale, con inevitabili ripercussioni sulla qualità e quantità dell'esercito, questo fattore da solo non rende inevitabile la caduta finale di un impero: l'Impero romano d'Oriente affrontò una crisi analoga nel VII secolo, allorché perse il controllo di gran parte dei Balcani, invasi dagli Slavi, oltre alle floride province di Siria, Egitto, e Nord Africa, conquistate dagli Arabi. Nonostante la perdita di gran parte del suo gettito fiscale, l'Impero d'Oriente non crollò: anzi riuscì persino a riprendersi parzialmente nel corso dei secoli X e XI, sotto la dinastia macedone. Alla sopravvivenza dell'Impero d'Oriente contribuì certamente la posizione strategica della capitale, protetta sia dal mare sia dalle possenti e quasi inespugnabili mura teodosiane; ma bisogna anche considerare il fatto che in Oriente l'Imperatore non aveva perso autorità a vantaggio dei capi barbari dell'esercito, al contrario del suo collega occidentale.
Se l'Imperatore d'Occidente fosse riuscito a preservare la sua effettiva autorità, non è da escludere che l'Impero d'Occidente sarebbe riuscito a sopravvivere, magari limitato alla sola Italia; in occidente invece l'Imperatore perse ogni potere a vantaggio dei capi dell'esercito di origine barbarica, come Ricimero e il suo successore Gundobado. Odoacre non fece che legalizzare una situazione di fatto, cioè l'inutilità effettiva della figura dell'Imperatore, ormai solo un fantoccio nelle mani dei generali romani di origine barbarica. Più che una caduta, la fine dell'Impero, almeno in Italia, può essere interpretata più come un cambio interno di regime in cui si poneva fine a un'istituzione ormai superata e che aveva perso ogni potere effettivo a vantaggio dei comandanti romano-barbarici. Odoacre stesso non era un nemico esterno ma un generale romano di origini barbariche, che rispettò e mantenne in vita le istituzioni romane, come il Senato e il consolato, e continuava a governare l'Italia come funzionario dell'Imperatore d'Oriente, pur essendo di fatto indipendente.

### La deposizione di Romolo Augusto nel 476 d.C.

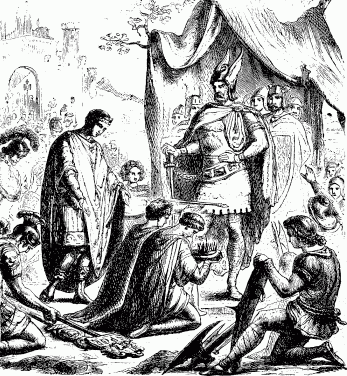
Romolo Augusto deposto da Odoacre

L'anno 476 viene di solito indicato come fine dell'Impero d'Occidente: in quell'anno le milizie mercenarie germaniche dell'Impero, capeggiate dal barbaro Odoacre, si rivoltarono contro l'autorità imperiale e deposero l'ultimo imperatore d'Occidente, Romolo Augusto (anche se quest'ultimo era solo un imperatore fantoccio manovrato dal padre Oreste, comandante in capo dell'esercito); i motivi della rivolta erano il rifiuto da parte imperiale di cedere ai mercenari barbari un terzo delle terre italiche. L'esercito d'Italia all'epoca sembra fosse costituito esclusivamente da Germani, in particolar modo, da Eruli, Sciri e Rugi. Quando essi fecero richiesta a Oreste affinché fosse loro permesso di insediarsi in Italia alle stesse condizioni con cui erano stati insediati i foederati nelle altre province dell'Impero, ricevendo inoltre un terzo delle terre della penisola, Oreste rifiutò, essendo determinato a mantenere il suolo d'Italia inviolato. Il rifiuto provocò una rivolta dei soldati mercenari, i quali elessero loro capo lo sciro Odoacre, uno dei principali ufficiali di Oreste. Odoacre, alla testa di un'orda di Eruli, Turcilingi, Rugi, Sciri, si diresse quindi verso Milano; Oreste, vista la gravità della rivolta, si rifugiò a Pavia, che venne però assediata ed espugnata dai ribelli; Oreste venne catturato e, portato a Piacenza, giustiziato (28 agosto 476). Dopodiché Odoacre si diresse verso Ravenna: nella pineta fuori Classe (il porto di Ravenna) catturò e fece uccidere Paolo, il fratello di Oreste (4 settembre 476); Odoacre occupò in seguito Ravenna, dove catturò l'Imperatore Romolo Augusto che non poté far altro che abdicare e sottomettersi a Odoacre. Odoacre, tuttavia, essendo stato amico del padre Oreste, decise di risparmiargli la vita, relegandolo in un castello della Campania, detto Luculliano (a Napoli, dove sorge l'attuale Castel dell'Ovo), e concedendogli una pensione annua di 6 000 soldi d'oro.
Tutta l'Italia era in mano a Odoacre, che fu quindi proclamato re dai suoi soldati. Ma questi non intendeva governare l'Italia in qualità di re di una orda barbara comprendente numerose nazionalità germaniche; egli intendeva governare l'Italia in qualità di successore di Ricimero, Gundobado e Oreste, ovvero come funzionario imperiale; in pratica, Odoacre non intendeva distaccare l'Italia dall'Impero romano. Odoacre rinunciò tuttavia alla farsa, perpetrata sotto i suoi predecessori, di nominare un imperatore fantoccio che in realtà non possedeva alcun'autorità, essendo tutti i poteri effettivi detenuti dal magister militum barbaro; intendeva governare l'Italia come magister militum e quindi funzionario dell'Imperatore di Costantinopoli, mantenendo al contempo il titolo di re delle truppe barbare che costituivano l'esercito. Con questo proposito, Odoacre fece in modo che la deposizione di Romolo Augusto prendesse la forma di un'abdicazione, e indusse il Senato romano a inviare una delegazione di senatori, in nome di Romolo, a Costantinopoli per annunciare all'Imperatore d'Oriente il nuovo ordine delle cose. Gli ambasciatori del Senato romano, giunti al cospetto dell'Imperatore d'Oriente Zenone, lo informarono che:
(Malco, Delle cose bizantine, frammento 10 (Muller).)
Al contempo altri messaggeri, inviati da Giulio Nepote, giunsero alla corte di Zenone per chiedere all'Imperatore d'Oriente aiuti per aiutarlo a recuperare il trono d'Occidente. Zenone declinò la richiesta di aiuti inviata da Nepote, e rammentò ai rappresentanti del Senato che i due imperatori che essi avevano ricevuto dall'Oriente avevano fatto una brutta fine, venendo uno ucciso (Antemio) e l'altro esiliato (Nepote); chiese allora loro di far tornare Nepote in Italia e permettergli di governarla come Imperatore. Tuttavia inviò a Odoacre un diploma che gli conferiva la dignità di patrizio, e gli scrisse, pur lodando la sua condotta, chiedendogli di provare la sua rettitudine riconoscendo l'Imperatore esiliato (Nepote) e permettendogli di tornare in Italia.
La Dalmazia rimase, invece, in mano a Giulio Nepote, che era ancora formalmente imperatore romano d'Occidente. Tuttavia Nepote non ritornò mai dalla Dalmazia, anche se Odoacre fece coniare monete col suo nome. Il 9 maggio del 480 Nepote venne ucciso presso Salona dai conti Viatore e Ovida. Dopo la sua morte, Zenone rivendicò la Dalmazia per l'Oriente ma venne anticipato da Odoacre, che col pretesto di vendicare Nepote mosse guerra a Ovida per poi conquistare la regione, che fu annessa all'Italia. Lo storico John Bagnell Bury considera pertanto il 480 come l'anno della fine reale dell'Impero d'Occidente.
Sopravvisse ancora per qualche anno il Regno di Soissons, ultima enclave dell'Impero romano d'Occidente nella Gallia settentrionale, che nel 486 venne conquistato dai Franchi. È importante notare che, poiché non aveva ottenuto il riconoscimento dell'Imperatore d'Oriente, Romolo Augusto era considerato alla stregua di un usurpatore dalla corte di Costantinopoli, che continuava a riconoscere come legittimo Imperatore d'Occidente Giulio Nepote, che governava in esilio in Dalmazia, continuando a rivendicare il trono.
Odoacre, pur essendo ricordato come il primo Re d'Italia (secondo l'anonimo Valesiano l'incoronazione avvenne il 23 agosto 476, dopo l'occupazione di Milano e Pavia, ma il Muratori ritiene più probabile che la sua incoronazione sia avvenuta quando depose Romolo Augusto e conquistò Roma), non portò mai la porpora né altre insegne reali, né coniò mai monete in suo onore. Questo perché si era dichiarato formalmente subordinato all'Imperatore d'Oriente, per cui governava l'Italia in qualità di "patrizio".
Gli eventi del 476 sono stati considerati "la caduta dell'Impero d'Occidente", ma secondo J.B. Bury questa visione degli eventi è inaccurata, in quanto nessun impero cadde nel 476, né tantomeno un "Impero d'Occidente". Lo studioso afferma che dal punto di vista costituzionale all'epoca vi era un solo Impero romano, che talvolta era governato da due o più augusti. Nei periodi di interregno in Occidente, l'Imperatore d'Oriente diventava almeno nominalmente e temporaneamente l'Imperatore anche delle province occidentali, e viceversa. E anche se si potrebbe replicare che gli scrittori coevi chiamavano Hesperium regnum (regno d'occidente) le province che erano state, dopo il 395, sotto il governo separato di un imperatore residente in Italia, e con caduta dell'Impero d'Occidente si intende la terminazione della linea di Imperatori d'Occidente, si potrebbe obiettare che è il 480 la data significativa, in quanto era Giulio Nepote l'ultimo imperatore legittimo d'Occidente, mentre Romolo Augusto era solo un usurpatore. Andrebbe inoltre notato che, dal punto di vista costituzionale, Odoacre era il successore di Ricimero, e che la situazione generata dagli eventi del 476 presenta delle analogie notevoli con gli intervalli di interregno durante il periodo di Ricimero. Tra il 465 e il 467, per esempio, non vi fu imperatore in Occidente; inoltre, dal punto di vista costituzionale, nel corso di quel biennio, l'Imperatore d'Oriente Leone I divenne l'Imperatore di tutto l'Impero unificato, anche se l'effettivo controllo delle province occidentali era detenuto dal magister militum barbaro Ricimero. La situazione del 476 era quindi analoga per molti aspetti a quella del biennio 465-467: dal punto di vista costituzionale, a partire dal 476, l'Italia tornò sotto la sovranità dell'Imperatore romano governante a Costantinopoli, mentre il controllo effettivo del territorio era detenuto da un magister militum barbaro, Odoacre, che governava per conto di Zenone. Le uniche differenze sostanziali, la prima delle quali si sarebbe rivelata rilevante solo a posteriori, furono il fatto che non sarebbe stato più eletto un imperatore della parte occidentale, e che per la prima volta l'Italia subiva, analogamente alle altre province ormai perdute, l'assegnazione di un terzo delle terre ai barbari foederati.
J.B. Bury tuttavia non nega che gli eventi del 476 furono un avvenimento di importanza fondamentale, in quanto rappresentano una fase fondamentale nel processo di dissoluzione dell'Impero. Nel 476, per la prima volta, dei Barbari furono insediati in Italia, ricevendo un terzo delle terre, esattamente come era successo per i foederati nelle altre province. Secondo lo studioso, l'insediamento dei Germani di Odoacre rappresentò l'inizio del processo con cui l'Italia sarebbe poi finita nelle mani di Ostrogoti e Longobardi, Franchi e Normanni.

## Le cronache del tempo

### Registri della cancelleria ravennate e Malco
Il fatto che la detronizzazione di Romolo Augusto coincidesse con la caduta di Roma non fu subito riconosciuto dai coevi, che non riconobbero alcuna discontinuità vera e propria. Una prima conferma si ha consultando i Consularia Italica, cronaca redatta dalla stessa cancelleria imperiale ravennate. Anche se la sconfitta e l'uccisione di Oreste vengono descritti con un'accezione negativa:
(Consularia Italica, Ordo prior, s.a. 476.)
Non si ha il minimo accenno in nemmeno un rigo alla detronizzazione di Romolo Augusto e alla caduta dell'Impero romano d'Occidente. Di Odoacre viene invece espresso un giudizio positivo:
(Consularia Italica)
Ciò è dovuto al fatto che Romolo Augusto, non essendo stato riconosciuto dall'Imperatore d'Oriente, era considerato un usurpatore (aveva usurpato la porpora a Giulio Nepote, costretto a fuggire in Dalmazia nel 475). I Consularia Italica, quindi, conformandosi alla versione dei fatti bizantina, descrivono Odoacre non come colui che pose fine al millenario Stato romano, ma come colui che pose fine alla tirannide e all'usurpazione di Romolo Augusto. Del resto, un Imperatore d'Occidente, Giulio Nepote, era ancora in carica, seppur in esilio in Dalmazia. Quindi, secondo il punto di vista della cancelleria ravennate, nel 476 non venne affatto detronizzato l'ultimo Imperatore d'Occidente, ponendo fine all'Impero; Giulio Nepote, seppur in esilio in Dalmazia, era infatti ancora formalmente in carica come Imperatore d'Occidente e lo rimase fino al 480, anno in cui fu assassinato in una congiura. I Consularia Italica, se tacciono sulla detronizzazione dell'usurpatore Romolo Augusto, tuttavia registrano sotto l'anno 480 l'assassinio di Giulio Nepote in Dalmazia: per tale fonte fu costui l'ultimo Imperatore d'Occidente. Tuttavia, come nota Zecchini, «neanche alla scomparsa di Nepote viene attribuito un ruolo epocale o comunque di particolare rilievo». La versione dei registri burocratici di Ravenna è dunque quella giuridico-costituzionale, che rifletteva il punto di vista di Costantinopoli, secondo il quale, anche dopo il 480, nessun Impero era caduto, in quanto «restava pur sempre in Oriente un Imperatore romano, Zenone, sotto il cui scettro le due partes Imperii erano automaticamente riunificate in assenza del suo collega occidentale».
Anche gli storici greci coevi non danno alcun'importanza al 476 e ritengono l'assassinio di Giulio Nepote nel 480 un avvenimento di gran lunga più rilevante rispetto al 476. Si può prendere ad esempio lo storico Malco, della cui opera sono rimasti solo frammenti. Nel riassunto dell'opera di Malco redatto dal patriarca di Costantinopoli Fozio nel IX secolo, non vi è la minima menzione della detronizzazione di Romolo Augusto, mentre invece l'assassinio di Nepote viene menzionato. Questo elemento non è decisivo, perché la mancata menzione di Romolo Augusto potrebbe essere stata una semplice omissione del patriarca, che stava pur facendo un riassunto, ma dell'opera di Malco sono sopravvissuti dei frammenti riguardanti l'ambasceria del Senato romano nel 476 annunciante la presa del potere da parte di Odoacre. Malco, pur essendo ostile alla politica dell'Imperatore Zenone, in questo caso non si discosta dalla versione ufficiale bizantina del 476; il suo giudizio su Odoacre è positivo e non si discosta da quello dei Consularia Italica; come i Consularia Italica, anche Malco ritiene gli avvenimenti del 480 come più importanti di quelli del 476. Zecchini conclude che «cancelleria ravennate, corte costantinopolitana e opinione pubblica bizantina non diedero alcun valore epocale alla caduta di Romolo Augusto: esse privilegiarono semmai l'anno 480 quale data, che, lasciando sussistere un solo imperatore, quello orientale, creava una situazione nuova e per certi aspetti preoccupante, ma da non ritenersi affatto definitiva e irrimediabile».

### Marcellino e Giordane
Nel VI secolo, tuttavia, si cominciò a prendere coscienza che l'Impero di Roma, nonostante la sopravvivenza della parte orientale, fosse ormai storia passata. La Cronaca di Conte Marcellino, un cronista romano-orientale di epoca giustinianea, riporta, sotto l'anno 476:
(Conte Marcellino, s.a. 476.)
La stessa frase è presente nella Getica dello storico goto Giordane, che aveva evidentemente utilizzato Marcellino come una delle sue fonti. È da notare che l'anno 709 della fondazione dell'Urbe coincide con il 43/42 a.C., dunque Marcellino poneva l'inizio dell'Impero romano e del principato augusteo non nel 27 a.C. ma nel 43/42 a.C., conformandosi alla versione tramandata dalla cronografia bizantina posteusebiana, secondo cui il principato augusteo sarebbe cominciato subito dopo l'assassinio di Cesare. Un'incongruenza che emerge a un'attenta analisi del testo è che, se si prende per veritiero il dato dei 522 anni di durata, è possibile dedurre da ciò che per lui l'Impero sarebbe caduto nel 480 (522-42=480). Dunque Marcellino probabilmente riprese il dato dei 522 anni di durata da una fonte che poneva la caduta dell'Impero d'Occidente nel 480, anno dell'assassinio di Nepote, ma, essendo determinato a considerare la deposizione di Romolo Augusto come l'evento che cagionò la caduta dell'Impero, collocò questa informazione sotto l'anno 476, non curandosi di correggere il conteggio degli anni. Secondo una congettura di Zecchini, è possibile che Marcellino possa aver preso il dato dei 522 anni da Eustazio di Epifania, la cui opera si è perduta, mentre l'interpretazione della deposizione di Romolo Augusto come evento che cagionò la caduta di Roma sarebbe stata tratta da una fonte occidentale, probabilmente quella di Simmaco, andata anch'essa perduta. Secondo l'opinione di Zecchini, sarebbe da escludere che «prima di Marcellino fosse già stato stabilito in Oriente il nesso "deposizione di Augustolo-fine di Roma": esso sembra riconfermarsi [..] di derivazione occidentale e probabilmente simmachiana».
Nel 519, infatti, Simmaco, un senatore romano che collaborava con il governo ostrogoto in Italia di Teodorico, aveva redatto la Historia Romana, un'opera andata perduta, che, secondo alcune congetture, sarebbe stata la fonte comune di Marcellino e Giordane. Secondo tali congetture, sarebbe partita da Simmaco l'opinione di considerare la deposizione di Romolo Augusto come l'evento che cagionò la fine dello Stato romano. La presunta opinione di Simmaco esprimerebbe l'opinione del Senato romano, o almeno di una frangia di esso (costituita dalla gens Anicia), che mal tollerava il governo di Teodorico, constatava con amarezza che il trono d'Occidente era vacante dal 476, e che con il passare del tempo la possibilità che potesse rinascere diventava sempre più flebile. Marcellino non avrebbe fatto che attingere da tale opera perduta, diventando così il primo autore bizantino a riconoscere nella deposizione di Romolo Augusto la caduta dell'Impero d'Occidente. Le parole di Marcellino sembrano descrivere la caduta dell'Impero come un processo ormai irreversibile.
Secondo Zecchini, in realtà, è possibile che l'inizio della presa di coscienza sulla finis Romae in Occidente fosse anteriore alla pubblicazione dell'opera di Simmaco. Egli prende a sostegno della propria tesi l'indice degli Imperatori romani da Teodosio I ad Anastasio, un documento in latino compilato tra il 491 e il 518; l'elenco terminava con una frase secondo la quale a partire dal 497 non vi sarebbero stati più imperatori ma soltanto re, e Teodorico veniva definito dal documento "re dei Goti e dei Romani secondo il diritto romano"; inoltre, gli Imperatori sono numerati solo fino a Romolo Augusto, mentre i successivi, Zenone e Anastasio, vengono riportati senza numerazione. È possibile che l'autore del documento, evitando di numerare Zenone e Anastasio, intendesse fare un distinguo tra i veri Imperatori di Roma e gli Imperatori della sola parte orientale successivi alla deposizione di Romolo Augusto. Zecchini, sulla base di tale documento, deduce che «già prima del 518 era chiaro in Occidente che Romolo Augustolo era stato l'ultimo imperatore di Roma». Questa opinione è ulteriormente rinforzata da un passo della Vita di San Severino redatta da Eugippio intorno al 511, laddove si afferma che a quell'epoca l'Impero romano fosse ormai storia passata ("...per id temporis, quo Romanum constabat Imperium...", traducibile con "...perché, a quei tempi, in cui esisteva l'Impero romano..."). Dunque la Vita di San Severino mostra che già nel 511 si riteneva caduto in Occidente l'Impero di Roma; secondo Zecchini, comunque, si dovette attendere la pubblicazione della Historia Romana di Simmaco affinché tale idea si diffondesse anche in Oriente grazie anche alla Cronaca di Marcellino.
Se sia Giordane sia Marcellino riconoscono il 476 come la data della caduta dell'Impero romano d'Occidente, o dell'Impero romano con sede a Roma, essi non la riconoscono tuttavia come la data della caduta dell'Impero romano tout court; infatti, esisteva ancora la parte orientale dell'Impero. In effetti Marcellino chiama i Bizantini "Romani" e lo stesso fa Giordane. Nella Romana, redatta nel 551, Giordane afferma che l'oggetto della sua opera sarebbe stato «come lo stato romano cominciò e durò, sottomise praticamente il mondo intero, e sarebbe durato fino a oggi nell'immaginazione, e di come la serie di re si sarebbe protratta a partire da Romolo, e, successivamente, da Ottaviano Augusto fino all'Augusto Giustiniano». Giordane scrive dunque che l'Impero romano nel 551 era ancora esistente, anche se l'aggiunta "nell'immaginazione" fa pensare che lo storico gotico ritenesse l'Impero ormai l'ombra di sé stesso, tanto era declinato. In effetti la conclusione dell'opera è molto pessimistica: dopo aver descritto le devastazioni dei barbari in tutte le province dell'Impero, quelle degli Ostrogoti di Totila in Italia, dei Mauri in Africa, dei Sasanidi di Cosroe I nell'Oriente e degli Slavi nei Balcani, Giordane conclude: «tali sono le tribolazioni dello stato romano a partire dalle incursioni quotidiane di Bulgari, Anti e Slavi. Se qualcuno desiderasse conoscerle, consulti gli annali e la storia dei consoli senza disdegno, e troverà un impero odierno degno di una tragedia. E conoscerà come sorse, come si espanse, e in che modo sottomise tutte le terre nelle sue mani e come le perse di nuovo a causa di sovrani ignoranti. È quello che noi, al meglio della nostra abilità, abbiamo trattato in modo che, tramite la lettura, il lettore diligente possa ottenere una conoscenza più ampia di tali cose».
Verso la fine del VI secolo lo storico ecclesiastico Evagrio Scolastico riportò nella sua Storia Ecclesiastica il seguente commento sulla deposizione di Romolo Augusto:
(Evagrio Scolastico, Storia Ecclesiastica, II,16.)
A parte la datazione errata (Romolo Augusto non fu deposto nel 1303 ab urbe condita, ma nel 1229 a.u.c.), si noti che, mentre Marcellino metteva in evidenza il fatto che Romolo Augusto fosse stato l'ultimo della serie di Imperatori d'Occidente iniziata con Augusto, Evagrio lo contrapponeva invece al leggendario fondatore dell'Urbe, Romolo. Si può concludere, pertanto, che, mentre in Occidente si metteva in evidenza il fatto che Romolo Augusto fosse stato l'ultimo Imperatore d'Occidente, in Oriente, dove gli Imperatori continuavano a regnare, «si dirigeva l'attenzione alla fine di Roma come sede dell'impero occidentale».

### Cassiodoro e Isidoro di Siviglia
In ogni caso, anche se l'interpretazione del 476 come data della caduta dell'Impero di Roma aveva già cominciato a diffondersi, sia in Occidente sia in Oriente, nel corso del VI secolo, non tutte le fonti la considerarono una data rilevante. Cassiodoro, nella sua Cronaca, addirittura, sotto l'anno 476, omette di riportare la detronizzazione di Romolo Augusto per mano di Odoacre. Ciò sarebbe dovuto al fatto che per Cassiodoro, che collaborava con Teodorico, i Goti continuavano la storia di Roma, per cui «la deposizione di Romolo Augustolo non poteva contare molto in siffatta prospettiva»; inoltre, Cassiodoro, probabilmente, voleva evitare il rischio di far passare il proprio datore di lavoro (Teodorico) per un sovrano illegittimo.
Anche nella cronaca universale dell'ispanico Isidoro di Siviglia (redatta nel VII secolo), che arrivava fino ai regni del re visigoto Sisebuto e dell'Imperatore "romano" Eraclio I, la deposizione di Romolo Augusto non viene minimamente accennata, al contrario del Sacco di Roma di Alarico I; anzi, nella parte finale della Cronaca, dove ogni capitolo era dedicato a un Imperatore romano, dopo il capitolo dedicato al regno congiunto di Onorio e Teodosio II, gli Imperatori d'Occidente successivi a Onorio (a parte una breve menzione per Valentiniano III) non vengono nemmeno presi in considerazione, al contrario degli Imperatori d'Oriente, chiamati "Imperatori romani" tout court da Isidoro, a cui tutti i capitoli successivi dell'opera sono dedicati.

### Paolo Diacono
Lo storico longobardo Paolo Diacono, invece, nella Historia Romana (redatta nel corso dell'VIII secolo) attribuisce molta rilevanza alla data del 476, considerata come quella della fine dell'Impero romano con sede nella città di Roma, come risulta evidente da due passi dell'opera:
(Paolo Diacono, Historia Romana, XV, 10.)
(Paolo Diacono, Historia Romana, XVI,1.)
Tuttavia, Paolo Diacono, come anche Giordane e Marcellino, considera gli avvenimenti del 476 come quelli della caduta dell'Impero romano d'Occidente, o dell'Impero romano con sede a Roma, ma non dell'Impero romano tout court, che formalmente continuava a esistere in Oriente: come nota Pohl, infatti, la frase con cui l'autore longobardo dichiara caduto l'Impero romano d'Occidente con Romolo Augusto «si riferisce unicamente all'Impero romano a Roma» e per Paolo Diacono «l'Impero chiaramente ancora esisteva, anche se solo nell'Oriente». A conferma di ciò, l'autore longobardo termina la sua opera non con la detronizzazione di Romolo Augusto ma con la riconquista giustinianea dell'Italia, segno che anche gli avvenimenti successivi al 476 a suo avviso facessero parte della storia romana; secondo Pohl, infatti, «non è una coincidenza che la Historia Romana si concludesse con la vittoria di Narsete nel 552 che "restituì l'intera res publica al dominio della res publica"». In effetti, sia nella Storia romana sia nella successiva Storia dei Longobardi, Paolo Diacono utilizza prevalentemente il termine Romani per riferirsi ai Bizantini. Anche Giordane e Marcellino (che del resto è egli stesso bizantino, seppur di lingua latina) fanno lo stesso, come anche gli scrittori occidentali di lingua latina Giovanni di Biclaro, Isidoro di Siviglia, Beda il Venerabile, Gregorio di Tours e Fredegario. Del resto, gli abitanti dell'Impero d'Oriente definivano sé stessi Romaioi (Romani in greco), anche se prevalentemente di lingua greca e non latina, e furono considerati come tali in Occidente fino all'VIII secolo. Fu solo in seguito all'alleanza del papato con i Franchi, che sfociò nell'incoronazione di Carlo Magno a Imperatore dei Romani nel Natale 800, che coloro che fino a poco tempo prima nelle fonti occidentali erano definiti Romani diventarono Graeci e il loro impero Imperium Graecorum.

## Cause
Alcuni storici hanno individuato nelle invasioni o migrazioni barbariche la ragione principale del crollo finale dell'Impero romano d'Occidente, pur riconoscendo i limiti interni dello Stato romano che agevolarono la caduta. Altri studiosi, invece, hanno ritenuto che la decadenza e la rovina della pars occidentalis sia dipesa da cause interne, ovvero dalle grandi correnti profonde del mutamento sociale che investirono le strutture economico-sociali e le istituzioni politiche del Tardo Impero romano, fino a provocarne la caduta; tuttavia, secondo alcuni studiosi, ciò non spiegherebbe perché l'Impero romano d'Oriente, pur avendo gli stessi problemi interni di quello d'Occidente (fiscalismo opprimente, l'impatto culturale dovuto all'espansione del cristianesimo, dispotismo), sia riuscito a sopravvivere fino al XV secolo. Altri studiosi ancora (come Peter Brown) hanno, invece, negato il declino e il crollo dell'Impero, affermando che più che una caduta era avvenuta una grande trasformazione, iniziata con le invasioni barbariche e proseguita dopo la conclusione formale dell'Impero d'Occidente con i regni romano-barbarici. Brown ha sostenuto che tale trasformazione sarebbe avvenuta senza rotture brusche, in un clima di sostanziale continuità. Tale tesi è sostenuta attualmente da numerosi storici, tra cui Walter Goffart.

### Esterne

#### Invasioni barbariche
La fase delle invasioni barbariche che contribuì alla caduta finale dell'Impero romano d'Occidente ebbe inizio nel tardo IV secolo, quando gli spostamenti degli Unni verso l'Europa orientale finirono per spingere altre popolazioni barbariche a invadere i confini dell'Impero per non cadere sotto il giogo unno. La prima avvisaglia della maggiore pericolosità strategica delle invasioni barbariche del V secolo rispetto a quelle dei secoli precedenti si ebbe quando i Goti inflissero una memorabile sconfitta all'esercito romano nella battaglia di Adrianopoli (378), nella quale morì addirittura l'imperatore Valente. Da quel momento in poi i barbari vennero fermati sempre più difficilmente, fino a dilagare del tutto nella parte occidentale dell'Impero nel V secolo.
Le invasioni barbariche, quindi, furono sicuramente la principale causa esterna della caduta dell'Impero. Per lo storico francese André Piganiol (L'Empire Chrétien, 1947) esse furono, anzi, la causa esclusiva della rovina dell'Impero romano d'Occidente. Per lo storico italiano Santo Mazzarino (Fine del mondo antico, Rizzoli, 1988), invece, esse diedero solo la spallata finale a una struttura politica, economica e sociale ormai profondamente logora come quella della pars occidentalis. Infatti le province orientali dell'Impero, che per prime subirono l'urto dei barbari (i Visigoti alla fine del IV secolo dilagarono in Grecia e nei Balcani), non si disgregarono sotto quelle invasioni, ma furono capaci di respingerle e inglobarle, per poi dirottarle verso la sezione occidentale, che invece sotto quell'urto si sfasciò del tutto.
Per Heather i "limiti interni" dello Stato romano agevolarono il successo dei Barbari, ma senza le invasioni barbariche (e conseguenti forze centrifughe dovute ai loro stanziamenti) l'Impero non sarebbe mai caduto solamente per le cause interne:
(Heather, La caduta dell'Impero romano, pp. 538-540.)

### Interne

#### Divisione dell'Impero, guerre civili e imbarbarimento dell'esercito
Secondo diversi storici l'estensione spropositata dell'Impero lo rese ingovernabile dal centro e la conseguente divisione in una pars occidentalis e una pars orientalis non fece altro che accelerarne la rovina, favorendo i barbari invasori. Lo storico inglese illuminista Gibbon sostenne che a causare il definitivo crollo dell'Impero furono i figli e i nipoti di Teodosio: con la loro debolezza, essi abbandonarono il governo agli eunuchi, la Chiesa ai vescovi e le province ai barbari.
Ma più che la divisione in sé, che finì per rovinare solo la parte occidentale, furono piuttosto i conflitti interni, le continue usurpazioni e lo strapotere politico dell'esercito, che dal III secolo in poi eleggeva e deponeva gli imperatori a proprio piacimento, a minare profondamente la stabilità interna dell'Impero. L'Impero romano d'Occidente, meno coeso socialmente e culturalmente, meno ricco economicamente, meno centralizzato e peggio organizzato politicamente dell'Impero romano d'Oriente, finì alla lunga per pagare questa instabilità di fondo. Fu quindi la mancanza di disciplina dell'esercito, più accentuata nella parte occidentale che in quella orientale, dove il potere centrale era più forte, a risultare una delle cause principali della rovina dell'impero.
La mancanza di disciplina, ovviamente, dipese anche dall'imbarbarimento dell'esercito, divenuto col tempo sempre meno romanizzato e sempre più costituito da soldati di provenienza germanica (anche per riempire i vuoti dovuti al calo demografico e alla resistenza alle coscrizioni da parte dei cittadini romani), integrati nell'esercito dapprima come mercenari a fianco delle legioni e poi, in forme sempre più massicce, come foederati che conservavano i loro modi nazionali di vivere e di fare la guerra. Il risultato fu un esercito romano nel nome, ma sempre più estraneo alla società che era chiamato a rappresentare e a proteggere.

##### Anarchia endemica nellapars occidentalis
Lo studioso di economia Angelo Fusari, ha individuato nell'incapacità dell'economia romana di evolvere in un'economia dinamica durante il Principato, nonostante le strutture politiche decentrate e leggere di quel periodo, il difetto che porterà alla decadenza romana. Il ristagno della tecnica, l'assenza di nuovi mercati, la mancanza di una cultura "borghese" impedirono alla classe equestre, attiva nei commerci e nell'industria, di anticipare i tempi di uno sviluppo "capitalistico" dell'economia romana. Tale finestra si chiuse con l'instaurazione del Dominato, che salvò l'Impero dalla disgregazione e dalla crisi economica e politica del III secolo, ma nello stesso tempo si caratterizzerà per il dirigismo economico, la centralizzazione amministrativa e l'irregimentazione sociale. Ebbene, mentre nella pars orientalis il totalitarismo del Dominato venne accolto senza problemi, anche per l'identificazione della Chiesa bizantina con il potere imperiale, la deferenza dell'aristocrazia locale e la millenaria tradizione del dispotismo orientale, nella pars occidentalis l'antica aristocrazia romana e la Chiesa di Roma si misero frequentemente di traverso al potere imperiale, spesso lontano dall'Urbe (sedi imperiali a Milano, Treviri e poi Ravenna) nonostante Roma fosse ancora la città più popolata dell'Impero.
Questi fattori politici, che si innestavano su un'economia impoverita dallo spopolamento, dalla fuga dei coloni dalle campagne e dei borghesi dalle città, dei cittadini e dei contadini da un fisco spietato, contribuirono a portare la società romana in Italia e nelle province occidentali a un forte livello di instabilità. Il rigetto dell'autorità centrale si manifestava in una guerra di tutti contro tutti: l'antica aristocrazia romana contro i vertici di un esercito ormai barbarizzato, i proprietari terrieri contro i coloni che tentavano di sottrarsi alla servitù della gleba, i cittadini e i contadini dal fisco. L'Impero romano d'Occidente viveva quindi una situazione di anarchia endemica, che indebolì la resistenza dell'Impero alla rinnovata pressione dei barbari.

#### Declino economico-sociale

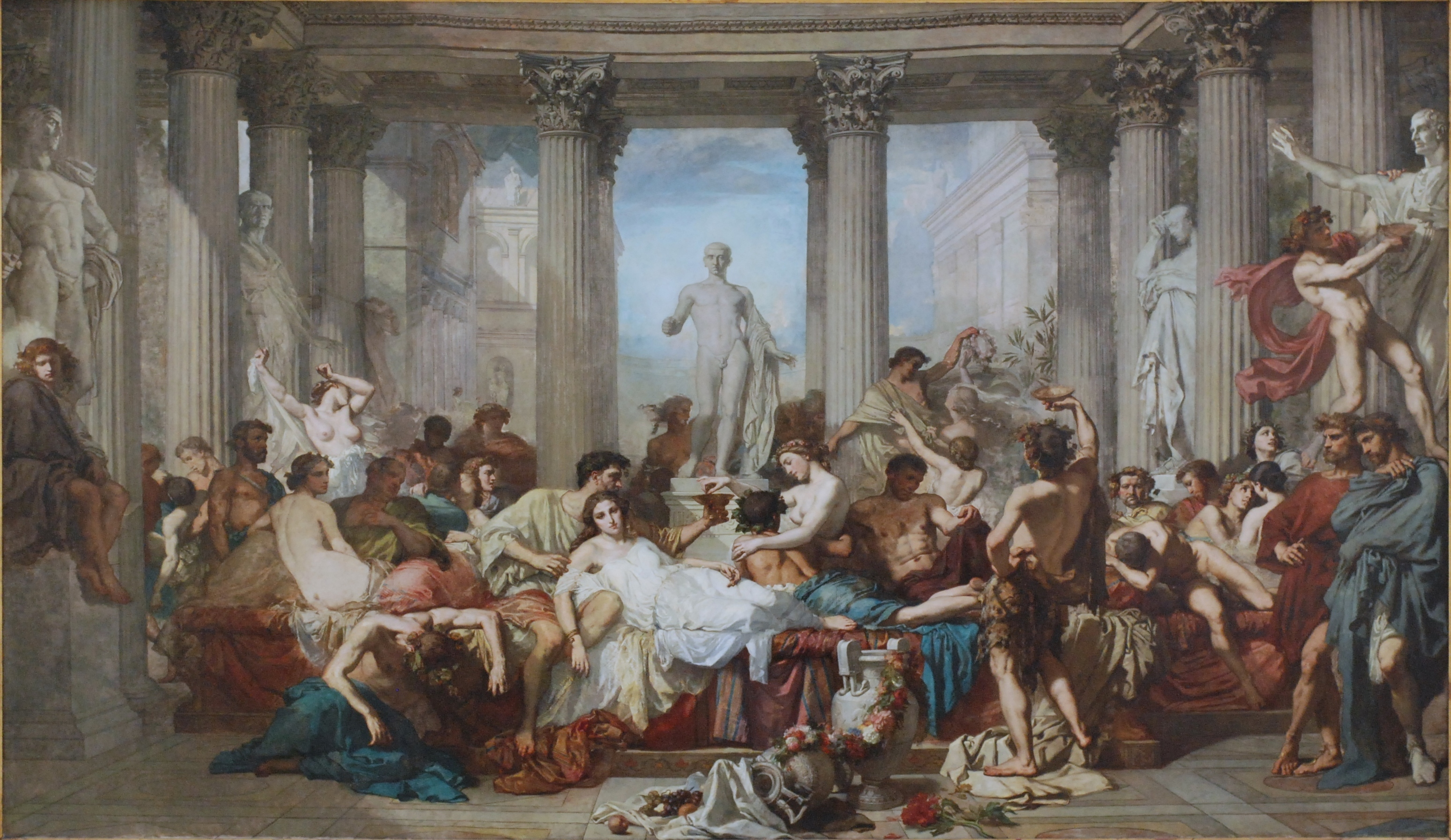
La decadenza dei costumi, nella rappresentazione di Thomas Couture

La storiografia del XIX e del XX secolo ha posto l'accento, invece, sulle profonde questioni di tipo economico-sociale che dal III secolo in poi portarono al progressivo declino della produzione agricola, alla crisi dei commerci e delle città, alla degenerazione burocratica e alle profonde disuguaglianze sociali, facendo perdere ricchezza e coesione interna all'Impero romano, in particolare alla pars occidentalis, fino alla sua caduta finale nel V secolo. Fu la crisi economico-sociale, insomma, che alla lunga finì per indebolire fatalmente la struttura politico-militare dell'Impero romano d'Occidente, che, già dilaniato dalle guerre intestine (vedi sopra) e devastato da frequenti carestie ed epidemie (allo stesso tempo causa e conseguenza della crisi economica e dell'instabilità politica), alla fine non seppe più resistere con successo alle invasioni barbariche provenienti dall'esterno.
Secondo gli storici di scuola marxista, come Friedrich Engels, l'Impero romano cadde quando il modo di produzione schiavistico, non più alimentato dalle grandi guerre di conquista, cedette il passo al sistema economico feudale basato sul colonato e quindi sulla signoria fondiaria e sulla servitù della gleba tipiche dell'economia curtense del Medioevo.
L'economista e sociologo Max Weber sottolineò la regressione dall'economia monetaria all'economia naturale, conseguenza della svalutazione monetaria, dell'inflazione galoppante e della crisi dei commerci dovuta anche alla stagnazione produttiva e alla crescente insicurezza dei traffici.
Per lo storico russo Michail Ivanovič Rostovcev fu la ribellione delle masse contadine (fuga dalle campagne) alle élite cittadine a determinare la perdita della coesione sociale interna.
Per altri storici ancora, infine, fu la degenerazione burocratica, caratterizzata dall'endemica corruzione e dall'eccessivo peso fiscale sui ceti medi, a produrre quella profonda frattura sociale tra una ristretta casta di privilegiati (aristocratici latifondisti e vertici della gerarchia burocratica e militare) che vivevano nel lusso estremo e la grande massa dei contadini e dei proletari urbani costretti alla quotidiana sopravvivenza, che alla fine fece perdere all'Impero la compattezza necessaria per evitare il crollo del V secolo.
Recenti scavi archeologici (ad Antiochia) e rilevamenti aerei, tuttavia, hanno dimostrato, afferma Heather, che l'economia del Tardo Impero subì una netta ripresa nel IV secolo, sia in Occidente sia in Oriente (anche se l'Oriente era più prospero). Tuttavia, questa ripresa economica era limitata da un "tetto" piuttosto rigido oltre il quale la produzione non poteva crescere: nella maggior parte delle province i livelli di produzione erano già al massimo per le tecnologie dell'epoca. Le finanze dell'Impero e la connessione tra il centro amministrativo e le varie realtà locali si basavano inoltre sulla protezione, con l'esercito e con le leggi, di una cerchia ristretta di proprietari terrieri, i quali ricambiavano l'Impero pagando le tasse. L'arrivo dei barbari portò a forze centrifughe che separarono le realtà locali dal centro dell'Impero. Quando i barbari occuparono le zone interne all'Impero, i proprietari terrieri - sentendosi indifesi e non potendo lasciare la zona occupata dal nemico perché la loro preminenza si basava sulle loro terre (beni immobili) che quindi non potevano abbandonare - si trovarono costretti ad appoggiare i nuovi padroni, nel tentativo di conservare le proprie terre scongiurando una possibile confisca. Inoltre, i ceti inferiori - oppressi dal fiscalismo tardo-imperiale - appoggiarono gli invasori barbari.
Le invasioni barbariche del V secolo provocarono, conseguentemente, una crisi economica nella parte occidentale dell'Impero. La sottrazione di diversi territori al controllo dell'Impero da parte dei barbari e la momentanea devastazione di quelli solo momentaneamente occupati provocarono un repentino crollo del gettito fiscale (fino a 1/8 della quota normale) - dato che le province colpite dalle invasioni, con i campi devastati, non erano più in grado di versare le tasse ai livelli di prima. Nel 450 l'Impero aveva perso il 50% della sua base imponibile e per la carenza di denaro non poteva più schierare un esercito in grado di opporsi con successo alle spinte centrifughe dei foederati germanici, provocando la caduta finale dell'Impero e la formazione dei regni romano-barbarici.

#### Separatismo provinciale
Un'ipotesi interessante è quella prospettata dallo storico Santo Mazzarino e ripresa dall'economista Giorgio Ruffolo: sotto la superficie apparentemente omogenea della civiltà ellenistico-romana, in realtà emersero progressivamente le antiche nazionalità compresse. Gli effetti di questa spinta si sarebbero manifestati soprattutto nel V secolo in Occidente (in Gallia, in Spagna, in Africa) e soltanto nel VII secolo in Oriente (in Siria e in Egitto). In questo modo si spiegherebbe la facilità con cui le popolazioni romanizzate si fusero con i conquistatori germanici in Occidente e con i conquistatori arabi in Oriente.
Secondo Heather, per sedare le rivolte interne erano in genere sufficienti pochi reggimenti (il Conte Teodosio riuscì a sedare una rivolta in Britannia nel 368 con solo quattro reggimenti), quindi, senza un massiccio attacco esterno, le spinte autonomistiche non avrebbero mai potuto portare al crollo dell'Impero; solo se tutte le province dell'Impero si fossero rivoltate tutte insieme, un crollo di questo tipo sarebbe stato plausibile.

#### Cristianesimo
Il cristianesimo viene considerato da alcuni storici e filosofi (soprattutto gli illuministi del XVIII secolo: Montesquieu, Voltaire, Edward Gibbon) la causa principale della caduta dell'Impero romano d'Occidente. Secondo le loro tesi il Cristianesimo avrebbe reso più deboli militarmente i Romani, in quanto incoraggiando una vita contemplativa e di preghiere e contestando i tradizionali miti e culti pagani, li aveva privati dell'antico spirito combattivo, lasciandoli in balia dei barbari (Voltaire sosteneva che l'Impero aveva ormai più monaci che soldati). Inoltre la diffusione del Cristianesimo aveva scatenato dispute religiose, che alla fine resero l'Impero meno coeso, accelerandone la rovina.
Sembra però piuttosto azzardato concludere che una forza che agì nel senso della coesione nell'Impero romano d'Oriente abbia agito nel senso della disgregazione nella parte occidentale. Non bisogna dimenticare però che le ideologie formulate dagli intellettuali riguardo agli imperatori sono diverse da impero orientale a occidentale. L'Oriente fece propria l'ideologia formulata da Eusebio di Cesarea (basileus sacralizzato), l'Occidente invece quella di Sant'Ambrogio e Agostino (imperator pius e non divinizzato, sottoposto alla Chiesa del quale è garante). Non è un caso infatti che fu proprio in Occidente che Teodosio fu costretto a piegarsi supplice per ben due volte di fronte al semplice vescovo di Milano, Ambrogio appunto. È vero, ci sono le testimonianze di un'aperta esultanza di cristiani eminenti come Tertulliano o Salviano di Marsiglia, di fronte alle disfatte e alle invasioni. Ma ci sono altrettante testimonianze di dolore e amarezza, come quella di san Girolamo. O persino le memorie documentate di vescovi che guidarono la resistenza armata ai barbari, sostituendosi alle milizie romane in fuga. Sant'Agostino rivendicava, invece, che la sola e vera patria dei cristiani era quella celeste e che le città degli uomini rovinavano non per colpa dei cristiani, ma per effetto delle nequizie dei loro reggitori. Sembra potersi dire, quindi, che nell'insieme i cristiani non combatterono i barbari (a differenza che in Oriente, dove il Cristianesimo costituì qualche cosa di simile a un movimento nazionale che si opponeva decisamente ai barbari), ma nemmeno sabotarono l'Impero.
Il ruolo del cristianesimo nell'aver partecipato - non determinato - al collasso dell'impero d'Occidente, dovrebbe essere oggi rivalutato, ponendo particolare attenzione:
- alla disgregazione economica-sociale accelerata da donne e uomini di alto lignaggio (come Priscilliano, Melania l’anziana, Melania la giovane, Paola) che, abbandonando il secolo, vendettero intere proprietà;
- ai contrasti tra funzionari imperiali e vescovi (ad esempio Oreste e Cirillo), e anche tra imperatori e vescovi (Giustina e Ambrogio);
- agli ideali evangelici che spinsero gli uomini a fuggire il secolo (monaci), che spinsero le donne alla verginità, e quindi al calo della natalità, e a considerare il mondo un pellegrinaggio temporaneo (Agostino) e quindi, sostanzialmente, privo di importanza.

Un ottimo campo di indagine per capire la forza corrosiva del cristianesimo è quello delle leggi di Maggiorano (una delle più famose proibì alle donne di farsi monache prima dei 40 anni, poiché, e l'imperatore lo aveva ben capito, questo stava causando una diminuzione delle nascite, in un momento in cui Roma aveva bisogno di tutte le spade possibili).

#### Decadenza delMos maiorume dispotismo
Anche la corruzione e l'abbandono degli antichi costumi repubblicani, che avevano reso grande Roma, oltre al dispotismo degli imperatori, ebbero un notevole influsso, secondo alcuni storici, sul declino e la caduta finale di Roma. Secondo Montesquieu e altri storici, a causa dell'influenza dei molli e corrotti costumi orientali, la società romana finì per abbandonare le tradizionali virtù repubblicane che avevano contribuito all'espansionismo e alla solidità dell'Impero. Le prime avvisaglie della decadenza, quindi, si sarebbero avute già nel I secolo d.C., con la tirannia di imperatori come Nerone, Caligola, Commodo e Domiziano. Una visione che la storiografia romana di ideologia repubblicana, vicina al Senato o tradizionalista (Publio Cornelio Tacito, Cassio Dione Cocceiano, Ammiano Marcellino), aveva interesse a diffondere. Tuttavia, anche in questo caso non si spiega perché il dispotico e greco-orientale Impero bizantino riuscì a resistere benissimo alle invasioni barbariche, a differenza dell'Impero d'Occidente.

## Conseguenze

### Regni romano-barbarici

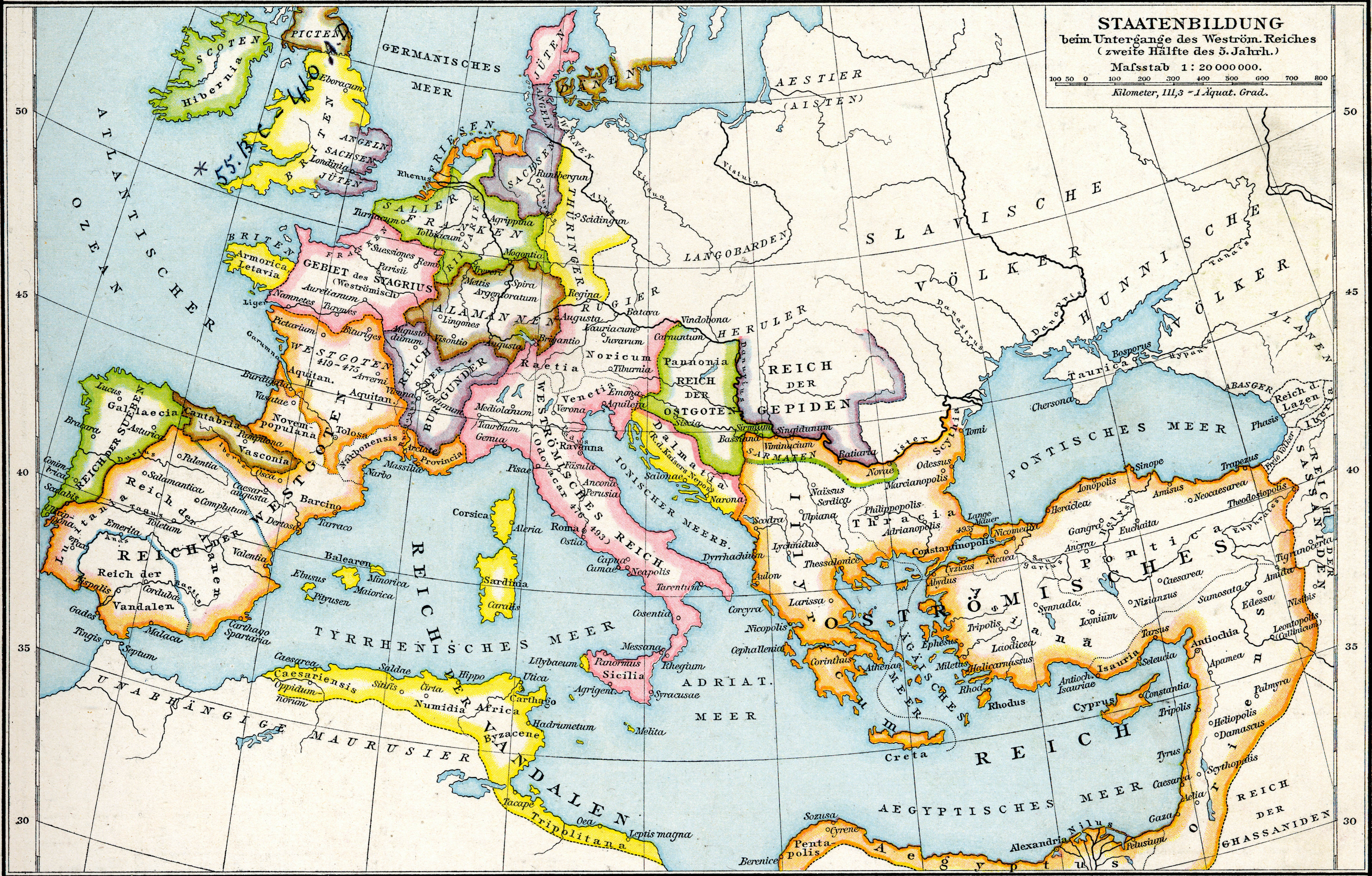
I regni romano-barbarici

Il periodo successivo alla deposizione dell'ultimo imperatore Romolo Augusto e alla fine dell'Impero romano d'Occidente del 476 d.C. vide lo stabilizzarsi di nuovi regni (detti regni latino-germanici o romano-barbarici), che si erano andati formando nelle ex province romane a partire dalle invasioni del V secolo e che, inizialmente, erano stati formalmente dipendenti dall'Impero.
Il regno fu l'unica istituzione politica nuova elaborata dagli invasori, anche se ci furono importanti differenze all'interno dei popoli germanici. Schematizzando si può dire che il regno barbarico non conobbe la separazione dei poteri, concentrati tutti nelle mani del re che li aveva acquisiti per diritto di conquista, al punto che la cosa pubblica tendeva a confondersi con la sua proprietà personale e la stessa nozione di regno con la persona di chi esercitava il potere politico e assicurava la protezione militare dei sudditi, dai quali esigeva in cambio fedeltà. La monarchia dei popoli barbarici non fu territoriale bensì nazionale, ossia rappresentò chi era nato nella stessa tribù.
Nonostante il ruolo distruttivo che spesso i popoli invasori svolsero nelle terre invase, quasi tutti i nuovi regni furono a loro volta estremamente vulnerabili e in qualche caso anche molto piccoli. Alcuni, come quelli dei Burgundi nel bacino del Rodano o dei Suebi (Svevi) nella parte nord-occidentale della penisola iberica, vennero assimilati dai vicini; altri, come quelli dei Vandali o degli Ostrogoti, crollarono sotto l'offensiva di Bisanzio, che tentò di ricostruire l'unità dell'Impero. Quelli dei Visigoti in Spagna e dei Franchi nelle ex province galliche invece sopravvissero, sia per la rapida integrazione tra la popolazione residente e gli invasori, sia per la collaborazione con la Chiesa e con esponenti del mondo intellettuale latino.

### L'Italia sotto Odoacre e Teodorico
Tra i diversi casi di regni romano-barbarici si tratterà in particolare il caso del regno d'Italia sotto Odoacre e Teodorico, anche perché essi mantennero in vigore il sistema di governo romano, e governavano la penisola per conto dell'Imperatore di Costantinopoli in qualità di patrizi d'Italia. A differenza delle altre regioni dell'Impero occidentale, almeno nominalmente l'Italia continuava a far parte dell'Impero romano con sede a Costantinopoli, e Odoacre prima e Teodorico poi dal punto di vista costituzionale non erano altro che una sorta di viceré che governavano la Penisola per conto dell'Imperatore di Bisanzio. Secondo lo studioso di diritto romano Orazio Licandro, «dapprima Odoacre e successivamente Teodorico agirono nel nome e per conto dell'Imperatore romano - da quel momento unico [...] e residente a Costantinopoli - come funzionari imperiali (patricii e magistri militum praesentales): Roma e l'Occidente continuavano la propria esistenza seppure ormai come periferia del potere politico imperiale».

#### Regno di Odoacre
Odoacre mantenne inalterato il sistema di governo romano, e governò con la cooperazione del Senato romano, i cui membri delle famiglie senatorie più influenti, come quella dei Decii e degli Anicii, ricevettero alti onori e cariche sotto Odoacre. Per esempio, senatori come Basilio, Venanzio, Decio e Manlio Boezio ricevettero l'onore ambito del consolato e furono o prefetti urbani di Roma o prefetti del pretorio; Simmaco e Sividio furono sia consoli sia prefetti di Roma, mentre Cassiodoro ricevette la carica di ministro delle finanze. Pur gratificando le famiglie senatoriali, concedendo alte cariche ai membri più influenti del Senato romano, Odoacre permise al prefetto della città di Roma di rimanere in carica per un solo anno, presumibilmente per impedire che nessun prefetto potesse assumere un'importanza politica pericolosa per il magister militum barbaro.
La nobiltà romana fu costretta a contribuire in misura maggiore al mantenimento delle forze militari che difendevano l'Italia. I proprietari terrieri furono costretti a cedere un terzo delle loro terre ai soldati barbari di Odoacre e alle loro famiglie. Tuttavia, è possibile che le necessità dell'esercito di Odoacre fossero soddisfatte senza una drastica applicazione del principio di spartizione. Se infatti i proprietari terrieri fossero stati espropriati su larga scala, sarebbe stato poco credibile che avessero cooperato con Odoacre in maniera così leale così come risulta dalle fonti.
Dopo l'assassinio di Nepote, i rapporti tra Odoacre e l'Imperatore Zenone migliorarono, con quest'ultimo che cominciò a riconoscere i consoli occidentali nominati ogni anno da Odoacre. Tuttavia, le relazioni tra l'Imperatore e il suo magister militum in Italia furono sempre precarie, e nel 486 vi fu la rottura definitiva dei rapporti. Odoacre fu infatti sospettato di aver appoggiato, anche se solo indirettamente, la rivolta del generale Illo, e, quando Odoacre allestì una spedizione nelle province illiriche dell'Impero, all'epoca minacciate dagli Ostrogoti, Zenone tentò di impedirla sobillando i Rugi a invadere l'Italia. Odoacre anticipò tuttavia il loro attacco invadendo il Norico, sconfiggendoli e distruggendo il loro regno. Ciò allarmò Zenone, che decise di inviargli contro gli Ostrogoti di Teodorico.

#### Regno di Teodorico

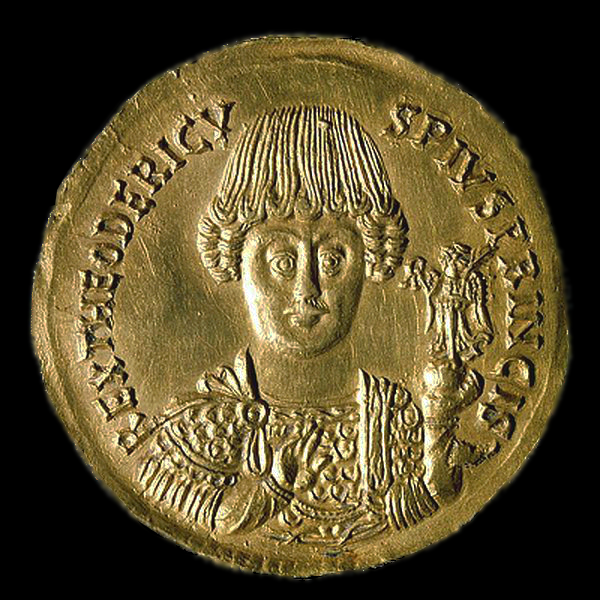
Effigie di Teodorico il Grande su di un medaglione del 500 circa

Negli anni successivi, l'imperatore d'Oriente Zenone inviò in Italia, per liberarsi della sua scomoda presenza, Teodorico, re degli Ostrogoti, perché soppiantasse l'usurpatore Odoacre e reggesse la penisola per conto dell'Impero bizantino. Anche in Italia, quindi, si formò un regno romano-barbarico come in Gallia, in Spagna e in Africa. Teodorico mostrò di volere, e sembrò capace di realizzare, la fusione tra la minoranza germanica e la maggioranza italica: riunì tutta l'Italia e anche le isole sotto la propria sovranità, acquistò rispetto e prestigio internazionali, cercò e in parte ottenne la cooperazione da parte dell'aristocrazia, mantenendo la struttura dell'amministrazione romana; inoltre, pur essendo ariano, strinse rapporti rispettosi con la Chiesa di Roma.
Il regno di Teodorico durò trentasei anni e, per molti aspetti, non ebbe discontinuità con la politica di Odoacre. Uno dei primi problemi che Teodorico si trovò ad affrontare fu l'assegnazione delle terre al suo popolo: gli Ostrogoti, per gran parte, espropriarono dei loro terreni soprattutto i Germani di Odoacre, molti dei quali furono uccisi o espulsi, anche se ad alcuni di costoro che si erano sottomessi fu concesso di conservare i loro possedimenti terrieri. Il principio generale era l'assegnazione di un terzo delle tenute romane ai Goti; ma, poiché la commissione che aveva il compito di portare avanti la spartizione era sotto la presidenza di un senatore, Liberio, si può assumere che i possedimenti senatoriali vennero risparmiati per quanto possibile. Nel 497 il trattato tra Zenone e l'Imperatore Anastasio definì la posizione costituzionale di Teodorico. Sotto queste condizioni l'Italia rimase formalmente parte dell'Impero, e venne considerata ufficialmente come tale sia a Roma sia a Costantinopoli. A suggellare il trattato, Anastasio I rimandò in Italia gli ornamenta palatii che Odoacre aveva inviato nel 476 a Zenone, che fecero così ritorno a Roma. Il ritorno degli ornamenta palatii a Roma nel 497, a dire dello studioso di diritto romano Orazio Licandro, ebbe un'importanza simbolica notevole: con tale gesto, l'Imperatore Anastasio non solo sanciva che, dopo la detronizzazione di Odoacre, in Occidente «non vi erano più usurpatori», ma riconosceva ufficialmente Teodorico come legittimo governatore d'Italia subordinato all'unico Imperatore romano residente a Costantinopoli; Licandro conclude che sotto Teodorico «la pars occidentis continuava ad esistere e non si era affatto trasformata in un regno gotico». Teodorico ufficialmente era magister militum e governatore d'Italia per conto dell'Imperatore d'Oriente. Di fatto, invece, era un sovrano indipendente, pur avendo un certo numero di limitazioni al proprio potere, che implicavano la sovranità dell'Imperatore. Teodorico, in effetti, non usò mai gli anni di regno allo scopo di datare documenti ufficiali, come anche non rivendicò mai il diritto di battere moneta tranne in subordinazione all'Imperatore, ma soprattutto non emanò mai leggi (leges) ma soltanto edicta. Secondo il diritto romano, infatti, emanare leggi (leges) era prerogativa soltanto dell'Imperatore, a differenza degli edicta, che potevano essere emanati da numerosi alti ufficiali, come ad esempio il prefetto del pretorio. Tutte le ordinanze di Teodorico esistenti non erano leggi, ma soltanto edicta, a conferma del fatto che il re goto, essendo costituzionalmente un funzionario di Costantinopoli dal punto di vista dei suoi sudditi Romani, non intendesse usurpare prerogative uniche dell'Imperatore e quindi rispettasse la superiorità dell'Imperatore di Costantinopoli, del quale era viceré. Il fatto che Teodorico non potesse emanare leges ma soltanto edicta costituiva una concreta limitazione al proprio potere: gli edicta, infatti, potevano essere emanati a condizione che non violassero una legge preesistente; ciò significava che Teodorico poteva modificare leggi preesistenti in punti particolari, rendendole più severe o più miti, ma non poteva originare nuovi principi o istituzioni; gli editti di Teodorico, in effetti, non introducono novità e non alterano alcun principio già preesistente.
Il diritto di nominare uno dei consoli dell'anno fu trasferito dagli Imperatori Zenone e Anastasio a Odoacre prima e a Teodorico poi. A partire dal 498 Teodorico nominò uno dei consoli. In un'occasione, nel 522, l'Imperatore Giustino permise a Teodorico di nominare entrambi i consoli, Simmaco e Boezio. Tuttavia Teodorico aveva una restrizione nella scelta del console: egli doveva essere un cittadino romano, non un goto. Tuttavia, nel 519, si ebbe un'eccezione alla regola, con la nomina a console del genero di Teodorico, Eutarico. Tuttavia, a corroborare il fatto che fu un'eccezione alla regola, a fare la nomina in quel caso non fu Teodorico, ma l'Imperatore stesso, come un favore speciale al re goto. Le limitazioni che escludevano i Goti dal consolato si estesero inoltre anche alle cariche civili, che furono mantenute in vigore sotto il governo ostrogoto, come era già stato con Odoacre. Vi era ancora un prefetto del pretorio d'Italia, e, quando Teodorico conquistò la Provenza, fu restaurata anche la carica di prefetto del pretorio delle Gallie. Vi era ancora un vicario di Roma, come anche tutti i governatori provinciali, suddivisi nei tre ranghi di consulares, correctores e praesides. Furono mantenute anche le cariche di magister officiorum, dei due ministri della finanza e dei questori del palazzo. Inoltre i Goti furono esclusi dalla dignità onoraria di patrizio, con l'eccezione di Teodorico stesso, che l'aveva ricevuta dall'Imperatore. Il Senato romano, al quale i Goti, per lo stesso principio, non potevano farne parte, continuò a riunirsi e a eseguire le stesse funzioni che compiva nel corso del V secolo. Esso fu formalmente riconosciuto da Teodorico come possedente un'autorità simile alla sua. Comunque, anche se tutte le cariche civili furono riservate ai Romani, nel caso delle cariche militari, fu esattamente l'opposto. Infatti, i Romani furono completamente esclusi dall'esercito di Teodorico, che era interamente goto. Teodorico era il comandante dell'esercito, come magister militum.
Le numerose limitazioni degli Ostrogoti erano dovute al fatto che essi, esattamente come i Germani insediati precedentemente da Odoacre, non erano cittadini romani, bensì stranieri soggiornanti in territorio romano; in altre parole, essi avevano legalmente lo stesso stato giuridico dei mercenari o dei viaggiatori stranieri o ostaggi che si trovavano in territorio romano, ma che potevano in ogni momento ritornare in patria oltre la frontiera romana. Di conseguenza, le leggi che si applicavano solo ai cittadini romani, come ad esempio quelle relative al matrimonio e all'eredità, non si applicavano ai Goti. Per i Goti erano valide unicamente le leggi che facevano parte dello ius commune, cioè quelle valide per tutti i residenti nel territorio romano, indipendentemente dal fatto che possedessero la cittadinanza romana o meno. Con questi presupposti, non è un caso che l'editto di Teodorico fu promulgato come facente parte dello ius commune, in quanto esso era indirizzato sia ai Romani sia ai Goti, e quindi doveva essere giuridicamente valido per entrambi. Lo stato giuridico dei Goti fu cagione di un'ulteriore restrizione concreta al potere di Teodorico: egli non poteva conferire la cittadinanza romana ai Goti, facoltà riservata solo all'Imperatore. Non essendo cittadini romani bensì soldati mercenari, gli Ostrogoti venivano giudicati da corti militari; questo per conformarsi al diritto romano, il quale stabiliva che i soldati dovessero essere giudicati da una corte militare. In questo caso Teodorico interferì in modo concreto con i diritti dei cittadini romani sotto il suo dominio. Tutti i processi tra Romani e Goti furono portati di fronte a queste corti militari, condotte da un comes gothorum; un avvocato romano era sempre presente in qualità di assessor, ma in ogni caso queste corti militari tendevano a favorire i Goti. Come l'Imperatore, Teodorico aveva una corte regale suprema che poteva annullare ogni decisione di una corte di rango inferiore. Si può pertanto asserire che fu nel campo della giustizia, in contrasto con il dominio della legislazione, che i re germanici stabilirono la loro effettiva autorità in Italia.
Oltre a essere magister militum e patrizio al servizio dell'Imperatore di Costantinopoli, in nome del quale governava i suoi sudditi romani in Italia, Teodorico era inoltre re del suo popolo, gli Ostrogoti. Egli, però, non assunse mai la carica di rex Gothorum, ma, come Odoacre, si limitò al semplice titolo di rex. Probabilmente Teodorico riteneva la parola rex sufficientemente appropriata per esprimere il fatto che fosse di fatto sovrano sia dei suoi sudditi germanici sia dei suoi sudditi romani, anche se nel caso di questi ultimi si trattava di fatto di una "quasi sovranità", in quanto Teodorico li governava in qualità di alto ufficiale di Costantinopoli.
Teodorico, comunque, anche se conservò il sistema di governo romano tardo-antico, portò anche delle innovazioni, affiancando alle istituzioni romane un apparato amministrativo-burocratico gestito dai Goti, dalle tendenze centralistiche. Secondo Licandro, ciò equivaleva a trasformare l'Italia in un protettorato gotico con l'assenso formale dell'Imperatore d'Oriente. Sotto Teodorico, l'Italia fu divisa in comitivae, ognuna delle quali sotto la supervisione di un comes goto. I comites goti giudicavano anche nei processi tra i Goti, come anche nei processi tra Goti e Romani, anche se in questo ultimo caso affiancati da un assessor romano. Le zone di frontiera, come la Rezia e la Dalmazia, furono poste sotto il comando di duces o principes. Teodorico inoltre affidò a funzionari goti di provata fedeltà, i cosiddetti saiones, il compito di tenere saldi i legami tra centro e periferia.
La continuità dell'amministrazione di Odoacre con quella di Teodorico fu agevolata dal fatto che alcuni dei ministri romani di Odoacre passarono sotto il servizio del sovrano ostrogoto, e probabilmente non vi furono cambiamenti neanche tra gli ufficiali subordinati. L'obbiettivo di Teodorico era civilizzare il suo popolo integrandolo nella civiltà romana, ma non fece tentativi concreti di fondere le due popolazioni: il suo unico scopo era garantire che le due nazioni potessero vivere insieme in modo pacifico. E fu così che Romani e Ostrogoti continuavano a essere divisi dalla religione e dallo stato giuridico, vivendo insieme come due popoli distinti e separati. La politica religiosa di Teodorico fu comunque tollerante, a differenza di quella dei Vandali e dei Franchi. Il suo principio era di non imporre a forza la conversione all'arianesimo ma di tollerare tutte le religioni, in quanto riteneva un'ingiustizia costringere i propri sudditi a convertirsi all'arianesimo o a qualunque altra religione contro la propria volontà. È stato tramandato a questo proposito un aneddoto secondo il quale Teodorico avrebbe fatto giustiziare un diacono cattolico in quanto reo di essersi convertito all'arianesimo allo solo scopo di ottenere i favori del re. Anche se vi sono dubbi sulla veridicità effettiva di tale aneddoto, esso rappresenta comunque una conferma ulteriore della reputazione di sovrano tollerante dal punto di vista religioso che Teodorico era riuscito a conquistarsi. Pur non effettuando mai un tentativo concreto di fondere le due popolazioni, Teodorico riuscì comunque nel suo proposito di attenersi al difficoltoso ideale, secondo il quale avrebbe trattato ogni suo suddito, goto o romano che fosse, senza alcuna discriminazione.
Non appena Giustino I, zio di Giustiniano, ascese al trono nel 518, succedendo ad Anastasio, Teodorico intavolò trattative con il nuovo Imperatore per stabilire quale sarebbe stato il suo successore sul trono gotico. Teodorico, infatti, non aveva figli maschi, in compenso sua figlia Amalasunta aveva ricevuto un'istruzione romana, e aveva sposato nel 515 Eutarico, generando un figlio, Atalarico, tre anni dopo. Teodorico intendeva che fosse proprio Atalarico a succedergli. Anche se era diritto dei Goti scegliersi il proprio re, la scelta doveva essere compiuta con l'assenso dell'Imperatore, in quanto il futuro re avrebbe dovuto essere anche il viceré dell'Imperatore e il suo magister militum in Italia. Giustino I accettò il piano di Teodorico, e, come segno di approvazione, designò come console per l'anno 519 Eutarico, nonostante i Goti fossero rigorosamente esclusi dal consolato, a meno che non fosse l'Imperatore stesso a designarli.
La riunione ecclesiastica tra Roma e l'Oriente, compiuta per mezzo di Giustiniano e Papa Ormisda, in breve tempo produsse un cambio nella politica di tolleranza del re goto. Secondo JB Bury, anche se probabilmente Giustiniano, all'epoca dei primi anni di regno di suo zio, non aveva ancora deciso di abolire il vicereame gotico in Italia e riasserire l'autorità diretta dell'Imperatore in Italia, era evidente che il ristabilimento dell'unità ecclesiastica fosse il primo passo da compiere per rovesciare il potere gotico. L'esistenza dello scisma infatti, anche se non riconciliava i Cattolici italici con l'amministrazione gota, tendeva a renderli meno disposti a formare legami politici stretti con Costantinopoli.
A partire dal 523 i rapporti tra Ravenna e Costantinopoli divennero più complicati. I circoli gotici, insospettiti dagli editti che Giustino aveva emesso contro gli Ariani, connessero la persecuzione dell'arianesimo con la riunione della Chiesa, e temettero che la politica imperiale potesse cagionare la formazione di un movimento anti-ariano in Italia; di conseguenza, Teodorico e parte della nobiltà gotica cominciarono a diffidare del Senato, e in particolare di quei senatori che avevano rivestito un ruolo nel porre termine allo scisma. Anche il nuovo Papa Giovanni I, succeduto a Papa Ormisda nel corso del 523, era visto con diffidenza dai Goti, in quanto considerato parte di quella frangia che desiderava una dipendenza più stretta dell'Italia dal governo imperiale, al fine di ottenere maggior potere e libertà per il Senato romano.
Fu così che, quando furono intercettate alcune lettere del Senato romano indirizzate all'Imperatore, alcuni passaggi delle lettere furono interpretate come proditorie al governo di Teodorico, e la posizione del patrizio Fausto Albino risultò particolarmente compromessa. Costui, accusato di alto tradimento, fu difeso da Boezio, che audacemente sostenne che l'intero Senato, compreso lo stesso Boezio, fosse responsabile per le azioni di Albino; questa difesa fu considerata come una confessione di colpevolezza da parte di Boezio e dell'intero Senato, e lo stesso Boezio fu accusato di alto tradimento, arrestato e destituito dalle proprie cariche, sostituito da Cassiodoro. Boezio fu giustiziato per alto tradimento, mentre si ignora il fato successivo di Albino. Mentre Boezio era sotto processo, i senatori, allarmati per la propria sorte, si dichiararono privi di ogni colpa, ripudiando così Boezio e Albino. L'unico a esporsi nel tentativo di difendere i due processati fu il capo del Senato, Simmaco, che pagò la sua scelta, venendo arrestato, portato a Ravenna, e giustiziato.
È possibile che questi eventi avessero una qualche connessione con un editto imperiale emanato intorno a quel periodo, che minacciava di pene severe gli Ariani, li escludeva dagli uffici pubblici e dall'esercito, e chiudeva tutte le loro chiese. Tuttavia, non è nota la data esatta del decreto, e non è possibile stabilire con certezza se esso potesse aver influenzato la politica di Teodorico prima dell'esecuzione di Boezio. In ogni modo, Teodorico, allarmato dal decreto, decise di agire come protettore degli Ariani sudditi dell'Impero d'Oriente inviando nel 525 un'ambasceria a Costantinopoli per protestare contro il decreto. Scelse come ambasciatore Papa Giovanni I, che, accompagnato da un seguito costituito da alcuni vescovi e da eminenti senatori, fu ricevuto con tutti gli onori a Costantinopoli, dove rimase per almeno cinque mesi, celebrando il Natale e la Pasqua nella Chiesa di Santa Sofia. Il pontefice riuscì a persuadere l'Imperatore a restituire agli Ariani tutte le loro chiese e a permettere loro di ritornare ai loro antichi incarichi, ma rifiutò di permettere agli Ariani che si fossero convertiti di ritornare alla loro antica fede. In ogni modo la principale richiesta di Teodorico era stata soddisfatta dall'Imperatore. Tuttavia, quando il Papa ritornò a Ravenna a maggio, fu arrestato e imprigionato, e perì alcuni giorni dopo (18 maggio 526). Teodorico riuscì a imporre sul soglio pontificio Felice IV, che era un pontefice filogotico (luglio 526). Sette settimane più tardi, tuttavia, Teodorico, colto da dissenteria, perì il 30 agosto 526. Prima di spirare, designò come suo successore Atalarico, richiedendogli di mantenersi sempre in buoni rapporti con il Senato e il popolo romano, e di mostrare sempre rispetto nei confronti dell'Imperatore.

#### Rovina dell'Italia
Teodorico fu succeduto da Atalarico, sotto la reggenza di Amalasunta. Ella aveva ricevuto un'istruzione romana a Ravenna, ed era determinata a unire gli Italici e i Goti in un'unica nazione, a mantenersi in buoni rapporti con l'Imperatore e con il Senato. Il popolo romano ricevette da ella ampie assicurazioni che non ci sarebbe stata alcuna differenza di trattamento tra Romani e Goti. Amalasunta era determinata a dare al proprio figlio e re un'istruzione degna di un principe romano, e lo affidò a tre precettori goti, che condividevano la sua politica e che lo avrebbero dovuto acculturare. La nobiltà gotica non condivideva, tuttavia, le idee di Amalasunta: essi si consideravano come vincitori residenti nel mezzo di una popolazione vinta, e ritenevano che un re goto dovesse ricevere un'educazione più spartana; invece di apprendere la letteratura, che avrebbe potuto renderlo debole e effeminato, avrebbe dovuto allenarsi a rinforzare il proprio fisico e nell'arte militare. E fu così che quando essi protestarono apertamente per l'istruzione ricevuta da Atalarico, Amalasunta, nel timore di venire detronizzata, decise di acconsentire alle loro richieste: Atalarico, tuttavia, non resse all'educazione spartana che i nobili gotici intendevano impartirgli, la sua salute fisica si deteriorò rapidamente e, nel 534, spirò.
La nobiltà gotica mal sopportava il governo di Amalasunta e ben presto ella scoprì una congiura ordita ai suoi danni. Ella allora scrisse a Giustiniano, chiedendogli se fosse disposto ad accoglierla a Costantinopoli in caso di necessità; l'Imperatore rispose positivamente, e preparò una residenza a Dyrrhachium per l'accoglimento di Amalasunta nel corso del suo eventuale viaggio per Costantinopoli. Amalasunta, tuttavia, riuscì a reprimere la rivolta, facendo giustiziare i tre principali cospiratori, per cui fece richiamare la nave che l'avrebbe dovuta condurre a Dyrrhachium, e rimase a Ravenna. Amalasunta aveva un cugino, Teodato, che aveva ricevuto un'istruzione classica ed era dedito allo studio della filosofia di Platone; egli possedeva tenute in Tuscia, e le aveva espanse in modo brutale ai danni degli altri proprietari terrieri, cagionando le proteste degli abitanti della Tuscia, che fecero reclamo ad Amalasunta; costei costrinse il cugino a fare alcune restituzioni di terre ingiustamente confiscate, cagionando il suo odio nei confronti della cugina. Non era tuttavia, per natura, ambizioso a regnare; il suo ideale era trascorrere i suoi ultimi anni di esistenza nella lussuria a Costantinopoli; si narra infatti che quando due vescovi orientali erano venuti a Roma per questioni teologiche, Teodato incaricò loro di consegnare un messaggio a Giustiniano, proponendogli di cedergli le sue tenute in Tuscia in cambio di una grande somma di denaro, del rango di senatore, e del permesso di stabilirsi a Costantinopoli. Insieme a questi due vescovi, era giunto Alessandro, un funzionario imperiale, che accusò Amalasunta di condotta ostile. Amalasunta replicò alle accuse, rammentando i suoi servigi in favore dell'Imperatore, ad esempio permettendo alla sua flotta di sbarcare in Sicilia nel corso della spedizione contro i Vandali. In realtà, le lamentele di Alessandro erano soltanto un diversivo; il vero scopo della visita di Alessandro era concludere un accordo segreto con la reggente, la cui posizione si faceva ancora più traballante in seguito al deterioramento della salute del figlio Atalarico. Dopo aver ricevuto i messaggi di Amalasunta e di Teodato, Giustiniano inviò un nuovo agente in Italia, Pietro di Tessalonica, abile diplomatico.
Nel frattempo Atalarico spirò. Amalasunta, allora, contattò il cugino Teodato, offrendogli il titolo di re, a condizione che ella avrebbe di fatto regnato a suo nome. Teodato fece finta di accettare, e fu proclamato re; tuttavia, Teodato non perse molto tempo per liberarsi della cugina; si alleò con i parenti dei tre cospiratori goti che erano stati fatti giustiziare da Amalasunta, e la fece imprigionare in un'isola sul Lago Bolsena in Tuscia. Ella fu costretta a scrivere una lettera a Giustiniano, assicurandolo che non aveva sofferto alcun torto. Nel frattempo, l'ambasciatore Pietro era in marcia per l'Italia, quando arrivò la notizia dell'uccisione di Amalasunta. Pietro, allora, giunto al cospetto di Teodato, gli riferì in nome dell'Imperatore che l'assassinio di Amalasunta implicava una "guerra senza tregua". Giustiniano sfruttò, infatti, l'assassinio di Amalasunta come pretesto per dichiarare guerra al regno ostrogoto. Egli intendeva ricondurre l'Italia sotto il dominio diretto dell'Impero.
Giustiniano I, infatti, si era prefisso come scopo supremo la riunificazione dell'antico Impero romano. Dopo avere incentivato la vecchia aristocrazia romana a non collaborare con Teodorico, gli eserciti bizantini invasero direttamente l'Italia. La "riconquista" imperiale dell'Italia, dopo una lunga guerra durata quasi vent'anni, rappresentò la rovina della penisola: le sue ricchezze e le sue città vennero devastate, la popolazione fu massacrata.
Il calo demografico toccò il suo apice proprio dopo la guerra gotica. I lunghi secoli di guerre, carestie e pestilenze avevano provocato il dimezzamento della popolazione italiana: dagli 8-10 milioni di abitanti dell'età augustea, dopo la guerra gotica l'Italia aveva non più di 4-5 milioni di abitanti.
Le conseguenze della guerra si fecero sentire sull'Italia per alcuni secoli, anche perché la popolazione, per non essere coinvolta, aveva abbandonato le città per rifugiarsi nelle campagne o sulle alture fortificate meglio protette, portando a compimento quel processo di ruralizzazione e di abbandono dei centri urbani iniziato nel V secolo. Anche se le cifre delle vittime riportate da Procopio sono forse esagerate, si può stimare che buona parte della popolazione italiana fosse stata decimata dagli assedi, dalle carestie e dalla peste.
La città di Roma, che aveva ancora tra i 600 000 e il milione di abitanti nel IV secolo, era drammaticamente scesa a 100 000 abitanti all'inizio del regno di Teodorico, il quale, tutto preso dalla missione di restaurare le glorie romane, aveva disposto una serie di grandi opere nell'Urbe: mura, granai, acquedotti e lo stesso palazzo imperiale, abbandonato, sul Palatino. Il sogno di Teodorico, però, venne vanificato appunto dalla guerra gotica, durante la quale Roma venne assediata tre volte e due volte conquistata dagli eserciti avversari. Negli anni intorno al 540, dopo la riconquista di Totila, la città fu praticamente abbandonata e avviata alla desolazione: molti dei suoi dintorni si erano trasformati in paludi insalubri, la popolazione ormai non raggiungeva più di 20 000 abitanti, addensati per lo più attorno alla basilica di San Pietro. Una fine ingloriosa per la caput mundi che aveva dominato su molta parte del mondo conosciuto.
Se alcune fonti propagandistiche parlano di un'Italia florida e rinata dopo la conclusione del conflitto, la realtà doveva essere ben diversa. I tentativi di Giustiniano di combattere gli abusi fiscali in Italia risultarono vani e, nonostante Narsete e i suoi sottoposti avessero ricostruito, in tutto o in parte, numerose città distrutte dai Goti, l'Italia non riuscì a recuperare la sua antica prosperità. Nel 556 papa Pelagio si lamentò in una lettera al vescovo di Arles delle condizioni delle campagne, «così desolate che nessuno è in grado di recuperare»; proprio a causa della situazione critica in cui versava l'Italia, Pelagio fu costretto a chiedere al vescovo in questione di inviargli i raccolti dei patrimoni pontefici nella Gallia meridionale, oltre a una fornitura di vesti, per i poveri della città di Roma. A peggiorare le condizioni del paese, già provato dal fiscalismo bizantino, contribuì inoltre un'epidemia di peste che spopolò l'Italia dal 559 al 562; a essa, inoltre, fece poi seguito anche una carestia.
Anche Roma faticò, nonostante i fondi promessi, a riprendersi dalla guerra e l'unica opera pubblica riparata nella città di cui si ha notizia è il ponte Salario, distrutto da Totila e ricostruito nel 565. La guerra rese Roma una città spopolata e in rovina: molti monumenti si deteriorarono e dei 14 acquedotti che prima della guerra fornivano acqua alla città ora solo uno, secondo gli storici, rimase in funzione, l'Aqua Traiana fatto riparare da Belisario. Anche per il Senato romano iniziò un irreversibile processo di declino che si concluse con il suo scioglimento verso l'inizio del VII secolo: molti senatori si trasferirono a Bisanzio o vennero massacrati nel corso della guerra. Roma, alla fine della guerra, contava non più di 30 000 abitanti (contro i 100 000 di inizio secolo) e si avviava alla completa ruralizzazione, avendo perduto molti dei suoi artigiani e commercianti e avendo accolto al contempo numerosi profughi provenienti dalle campagne. Il declino non coinvolse, tuttavia, tutte le regioni: quelle meno colpite dalla guerra, come la Sicilia o Ravenna, non sembrano aver risentito in misura rilevante degli effetti devastanti del conflitto, mantenendo la propria prosperità.
Anche i patrimoni della Chiesa subirono le conseguenze della guerra: nel 562 papa Pelagio si lamentava, scrivendo al prefetto del pretorio d'Africa Boezio, del fatto che a causa delle devastazioni provocate dalla lunga e distruttiva guerra ormai riceveva proventi solo dalle isole e dalle zone al di fuori dell'Italia, essendo impossibile, dopo venticinque anni continui di guerra, ricavarli dalla penisola desolata; e, essendo i proventi della Chiesa necessari per sfamare la popolazione povera di Roma, anch'essa ne avrebbe fatto le spese; tuttavia Pelagio e la Chiesa riuscirono a superare la crisi e a riprendersi, anche grazie alla confisca dei beni della Chiesa ariana che passarono alla Chiesa cattolica.
Il 13 agosto 554, con la promulgazione a Costantinopoli da parte di Giustiniano di una pragmatica sanctio pro petitione Vigilii ("Prammatica sanzione sulle richieste di papa Vigilio"), l'Italia veniva fatta rientrare, sebbene non ancora del tutto pacificata, nel dominio "romano"; con essa Giustiniano estese la legislazione dell'Impero all'Italia, riconoscendo le concessioni attuate dai re goti fatta eccezione per l'"immondo" Totila (la cui politica sociale fu quindi annullata portando alla restaurazione dell'aristocrazia senatoriale e costringendo i servi affrancati da Totila a ritornare a servire i loro padroni), e promise fondi per ricostruire le opere pubbliche distrutte o danneggiate dalla guerra, garantendo inoltre che sarebbero stati corretti gli abusi nella riscossione delle tasse e sarebbero stati forniti fondi per promuovere la rifioritura della cultura.
Narsete rimase ancora in Italia con poteri straordinari e riorganizzò l'apparato difensivo, amministrativo e fiscale; a difesa della penisola furono stanziati quattro comandi militari, uno a Forum Iulii, uno a Trento, uno presso i laghi Maggiore e di Como e infine uno presso le Alpi Graie e Cozie. L'Italia fu organizzata in Prefettura e suddivisa in due diocesi, a loro volta suddivise in province. La Sicilia e la Dalmazia vennero però separate dalla prefettura d'Italia: la prima non entrò a far parte di nessuna prefettura, venendo governata da un pretore dipendente da Costantinopoli, mentre la seconda venne aggregata alla Prefettura dell'Illirico; la Sardegna e la Corsica facevano già parte, fin dai tempi della guerra vandalica (533-534), della Prefettura del pretorio d'Africa. Secondo la "Prammatica Sanzione" i governatori provinciali sarebbero stati eletti dalle popolazioni locali, ovvero i notabili e i vescovi; tuttavia sull'effettiva applicazione di tale principio sono emersi dubbi, dato che da tempo i governatori provinciali erano controllati dall'autorità centrale.
Se si presta fede alla "Prammatica Sanzione", le tasse non furono incrementate rispetto all'epoca gotica, ma evidentemente i danni provocati dalle devastazioni belliche resero molto difficile pagarle e, del resto, sembra che Narsete non ricevesse sussidi da Costantinopoli, ma dovesse provvedere da sé per il mantenimento dell'esercito e dell'amministrazione. Nel 568 Giustino II, in seguito alle proteste dei Romani per l'eccessiva pressione fiscale, rimosse dall'incarico di governatore Narsete sostituendolo con Longino.
Con la vittoria bizantina nella guerra gotica l'Italia non ebbe, comunque, l'auspicata stabilità né venne riformato l'Impero romano d'Occidente: la penisola venne infatti invasa nel 568 da una nuova popolazione germanica, i Longobardi, che determinerà una profonda spaccatura storica del paese, diviso in aree sotto il dominio longobardo e territori ancora in mano bizantina. Si giunse così a un'epoca in cui rimase in piedi il solo Impero romano d'Oriente, da allora definito dalla storiografia moderna come Impero bizantino più che come Impero romano d'Oriente.

## Lotta per l'eredità

### Tentativi bizantini di ricostituzione dell'Impero d'Occidente

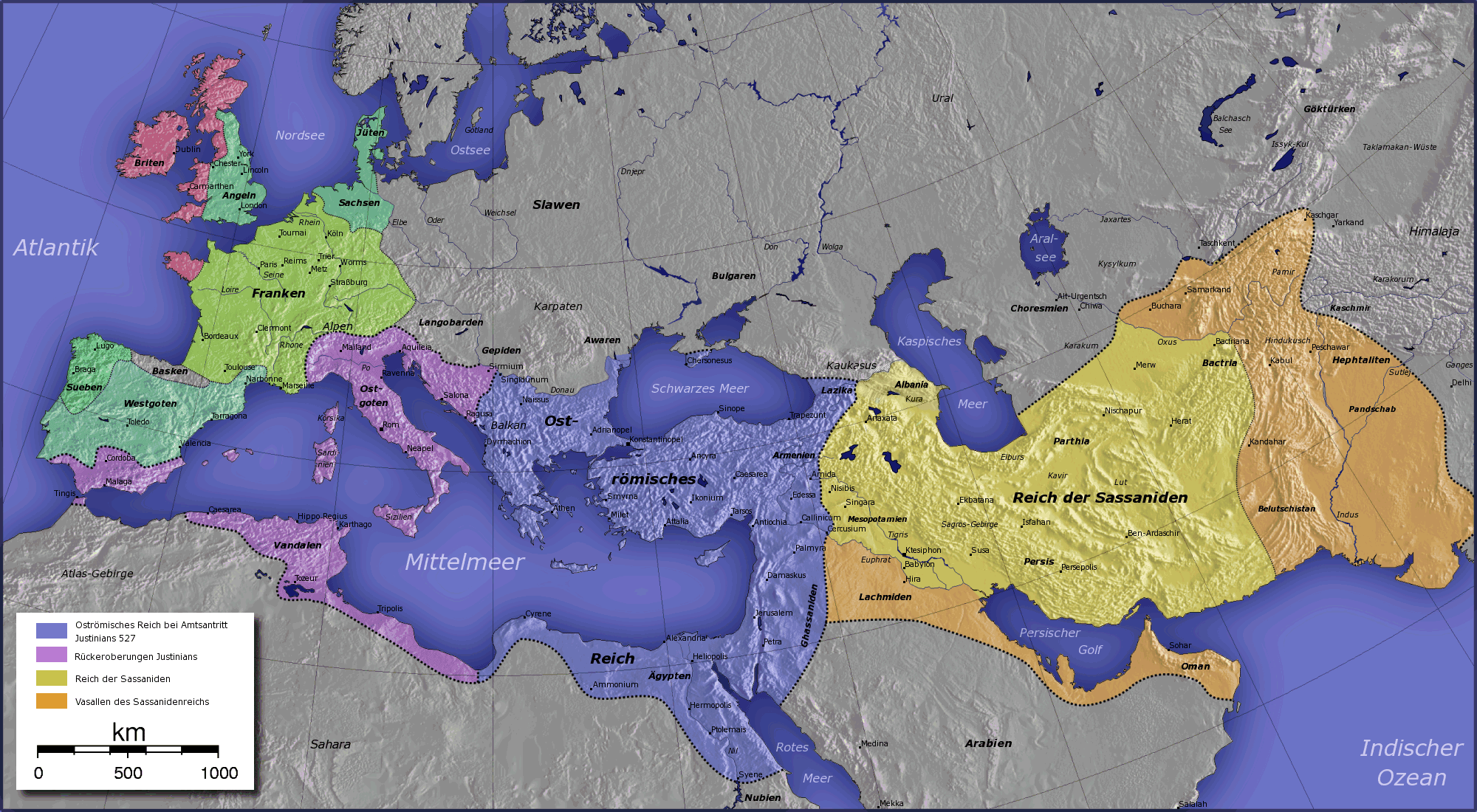
L'Impero romano d'Oriente alla morte di Giustiniano (565). In blu l'Impero nel 527, in viola le conquiste di Giustiniano in Occidente, in altri colori gli Stati confinanti.

Nel 527 venne incoronato Imperatore d'Oriente Giustiniano I. Egli riuscì a riconquistare nel corso del suo lungo regno gran parte dell'Impero d'Occidente, Roma compresa: tolse l'Italia agli Ostrogoti, l'Africa settentrionale ai Vandali e la Spagna meridionale ai Visigoti. Il mar Mediterraneo tornava a essere così il mare nostrum dei Romani. Ma solo per poco: le conquiste di Giustiniano si rivelarono infatti effimere, a causa della comparsa di nuovi nemici (Longobardi, Avari, Arabi, Bulgari). L'Impero romano d'Occidente, comunque, rischiò di rinascere nel corso del VI secolo. Infatti gli imperatori d'Oriente Tiberio II, prima, e Maurizio, poi, ebbero il progetto di dividere l'Impero in due parti: una occidentale, con Roma capitale, e una parte orientale, con Costantinopoli capitale. Tiberio II ci ripensò e nominò unico successore il generale Maurizio. Lo stesso Maurizio, che aveva espresso nel suo testamento l'intenzione di lasciare in eredità la parte occidentale al figlio Tiberio, mentre la parte orientale sarebbe andata al primogenito Teodosio, venne ucciso insieme alla sua famiglia da una ribellione.
L'impero romano d'Occidente rinacque de facto per un anno il 22 dicembre del 619, quando l'esarca eunuco di Ravenna, Eleuterio, si fece incoronare dalle sue truppe imperatore d'Occidente con il nome di Ismailius.. Su consiglio dell'arcivescovo ravennate, Eleuterio decise di marciare su Roma per legittimare il proprio potere con la tradizionale ratifica da parte del Senato. Questa sua idea di marciare su Roma, secondo lo storico Bertolini, «rivelava la consapevolezza di ciò che sempre rappresentava Roma, prima sede e culla dell'impero, come perenne custode dell'antica tradizione imperiale. Provava inoltre che a Roma esisteva sempre un senato e che ad esso si attribuiva ancora la prerogativa di essere il depositario del potere sovrano in concorrenza con gl'imperatori, e la capacità giuridica di convalidare la proclamazione di un nuovo imperatore. Al senato di Roma, infatti, e non al papa, ebbero certo la mente così l'arcivescovo di Ravenna come l'esarca ribelle.» Tuttavia, giunto a Castrum Luceoli (presso l'odierna Cantiano), Eleuterio venne ucciso dai suoi soldati.

### Franchi, Ottomani e Russi

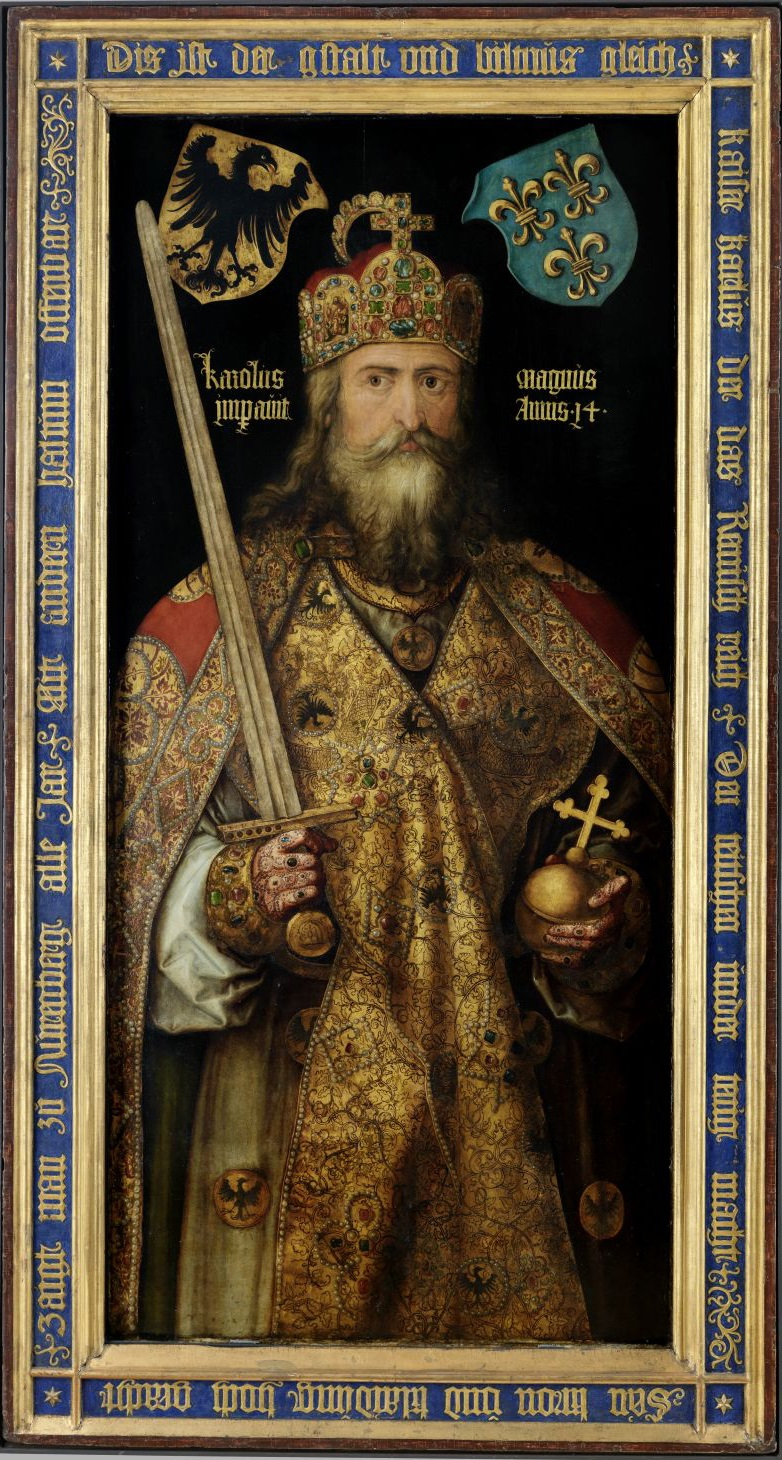
Erede dell'impero romano fu Carlo Magno

Oltre all'Impero bizantino, unico e legittimo successore dell'Impero romano dopo la caduta della sua parte occidentale, altre tre entità statuali ne rivendicarono l'eredità. La prima fu l'Impero carolingio, che mirava esplicitamente a un grande progetto di ricostituzione dell'Impero in Occidente: simbolo di questa aspirazione fu il giorno di Natale dell'800 l'incoronazione a "Imperatore dei Romani" da parte del papa Leone III del re dei Franchi Carlo Magno. La seconda fu l'Impero ottomano: quando gli Ottomani, che basarono il loro Stato sul modello bizantino, conquistarono Costantinopoli nel 1453, Maometto II stabilì nella città la propria capitale e si proclamò Imperatore dei Romei. Maometto II compì anche un tentativo di impossessarsi dell'Italia in modo da "riunificare l'impero", ma gli eserciti papali e napoletani fermarono l'avanzata turca verso Roma a Otranto nel 1480. Il terzo a proclamarsi erede dell'Impero dei Cesari fu l'Impero russo, che nel XVI secolo ribattezzò Mosca, centro del potere zarista, la "Terza Roma" (essendo Costantinopoli considerata la seconda).
Escludendo questi tre ultimi Stati, che sostennero di essere successori dell'Impero, e dando per vera la data tradizionale della fondazione di Roma, lo Stato romano durò dal 753 a.C. al 1461, anno in cui cadde l'Impero di Trebisonda (ultimo frammento dell'Impero bizantino sfuggito alla conquista ottomana nel 1453), per un totale di 2.214 anni.

### Sacro Romano Impero
Nel Natale dell'800 il re dei Franchi Carlo Magno venne incoronato "Imperatore dei Romani" da Papa Leone III. In seguito Ottone I di Sassonia, nel X secolo, trasformò una parte del vecchio Impero carolingio nel Sacro Romano Impero. I Sacri Romani Imperatori si consideravano, come i bizantini, i successori dell'Impero romano, grazie all'incoronazione papale, anche se da un punto di vista strettamente giuridico l'incoronazione non aveva basi nel diritto di allora. I Bizantini erano però governati allora dall'Imperatrice Irene, illegittima agli occhi dei cristiani occidentali in quanto donna, al di là del fatto che per impossessarsi del potere e regnare da sola aveva ucciso il figlio Costantino VI. Inoltre Bisanzio non aveva alcun mezzo militare, né un reale interesse, per far valere le proprie ragioni.
Il Sacro Romano Impero conobbe il suo periodo di massimo splendore nell'XI secolo quando, insieme al Papato, era una delle due grandi potenze della società europea alto-medioevale. Già sotto Federico Barbarossa e le vittorie dei Comuni, l'Impero iniziò a declinare, perdendo il reale controllo del territorio, soprattutto in Italia, in favore delle varie autonomie locali. Comuni, signori e principati comunque continuarono a vedere l'Impero come un sacro ente sovrannazionale dal quale trarre legittimità formale del proprio potere, come testimoniano i numerosi diplomi imperiali concessi a caro prezzo. Nella sostanza, però, l'Imperatore non aveva alcun'autorità e la sua carica, se non ricoperta da individui di particolare forza e determinazione, era puramente simbolica.
Nel 1648 con la Pace di Vestfalia i principi feudali divennero praticamente indipendenti dall'Imperatore e il Sacro Romano Impero si ridusse a una semplice confederazione di Stati solo formalmente uniti, ma de facto indipendenti. Esso continuò comunque a esistere formalmente fino al 1806, quando l'imperatore francese Napoleone Bonaparte obbligò l'Imperatore Francesco II a sciogliere il Sacro Romano Impero e a diventare Imperatore d'Austria.
Voltaire si prese gioco del Sacro Romano Impero con la celebre affermazione secondo cui non era «né sacro, né romano, né un impero».